# Отто Вагнер
О́тто Колома́н Ва́гнер (нім. Otto Koloman Wagner; 13 липня 1841, Відень — 11 квітня 1918, Відень) — австрійський архітектор, майстер стилю модерн.

## Біографія
Отто Вагнер народився 13 липня 1841 року в передмісті Відня Пенцінг, у сім'ї нотаріуса. Його батько Саймон Рудольф Вагнер, мати Сюзанна Вагнер з дому Хубер-Хелфеншторффер.

### Освіта
У 1850—1852 роках навчався в Академічній гімназії у Відні. Упродовж 1852—1857 років вчився у гімназії Конвикт-Кремсмюнстер. Це відомо лише зі слів Вагнера, бо в жодному шкільному протоколі його ім'я не зустрічається. У 16 років (1857) вступив до Віденського політехнічного інституту. У 1860—1863 роках навчався в Академії образотворчих мистецтв у Відні, де його викладачами були Август Зікард фон Зікардсбург (Август Сікард фон Сікардсбург) та Едуард ван дер Нюлль (архітекторів Ренгштрасе та Віденської опери). Зі слів самого Вагнера відомо, що з 1860 по 1861 рік він перебував у Берліні та навчався в будівельній академії в Карла Фердінанда Буссе (учня Фредріха Шинкеля). 1862 року почав працювати в майстерні Людвіга Ферстера, будівничого Рінгштрассе.

### Особисте життя
У 1863 році Вагнер одружився з Жозефіною Домхарт. У 1864 році народився син Отто, 1865-го син Роберт, 1867-го дочка Сюзанна. Одночасно з цим шлюбом він багато років (1873—1879) жив із Софі фон Паупі (донькою чеського пивовара), яка народила від нього теж двох дітей.
У 1880 році померла мати Вагнера і він розлучився з своєю першою дружиною.
У 1884 він одружився вдруге, у цьому шлюбі народилися троє дітей. Друга дружина, Луїза Штіфль, була на 18 років молодшою. У 1884 році народився син Штефан, 1885-го донька Луїза, 1889-го  донька Крістіна. 1915 року померла друга дружина Луїза Вагнер.
Йозеф Август Люкс опублікував біографію «Отто Вагнер» у 1914 році.

### Початок творчості 1862—1887
На молодого Вагнера надзвичайно сильне враження справила вулиця Рінгштрассе (кільцева дорога), на якій поєднано надзвичайно багато різноманітних архітектурних форм: класичних, ренесансних, готичних. Вона є квінтесенцією історизму в архітектурі. У перший період творчості приблизно 1862—1887 роках Вагнер прославився, як видатний представник віденського Ренесанса. Сам він називав свій архітектурний стиль — «вільний Ренесансний стиль». До цього періоду належить багато проєктів житлових будинків, значна частина з яких не відома. Можливо Вагнер вважав їх не важливими і тому, коли в 1889 році публікував свої роботи, не помістив їх у публікацію.

#### Синагога в Будапешті (1868)

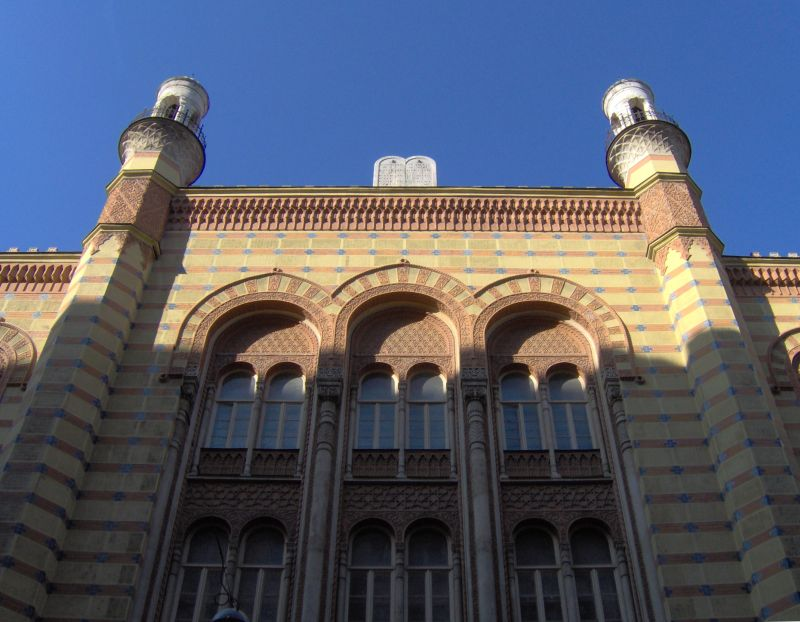
Синагога в Будапешті (1868)

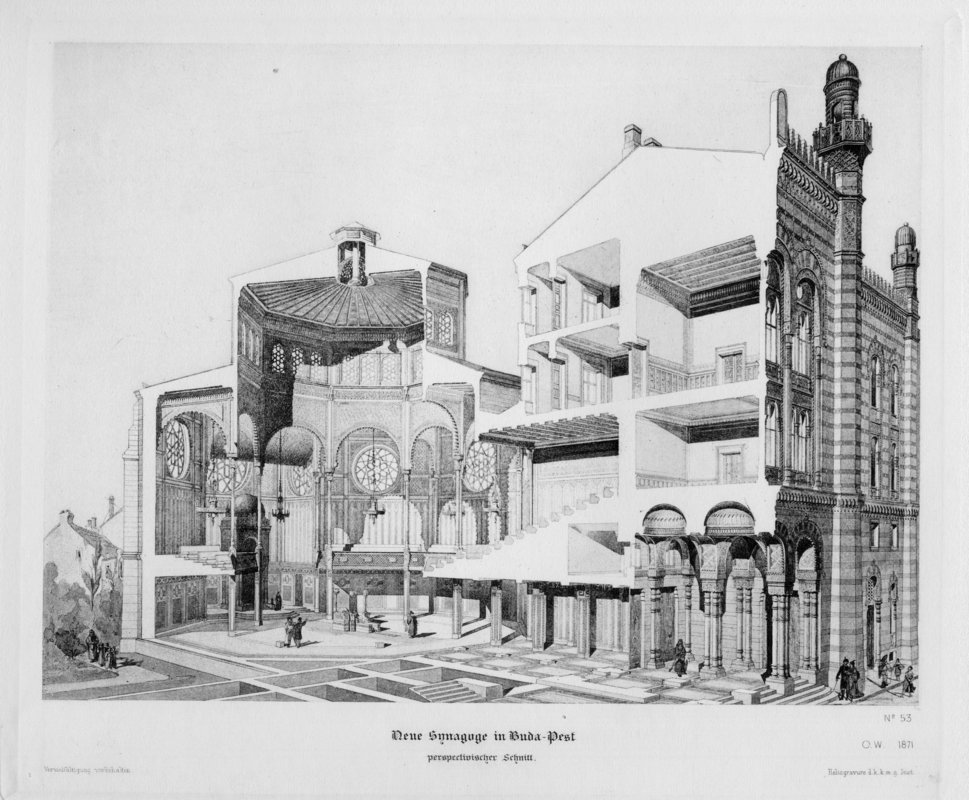
Синагога у Будапешті. Перспективне зображення, проєкт.

Синагога єврейської ортодоксальної общини в Будапешті належить до ранніх робіт Вагнера. Він отримав замовлення після участі в конкурсі в 1867 році. Проєкт був затверджений до реалізації в березні 1868 року, а будівництво припало на 1870—1873 роки. Фасади будівлі виконані з кольорової цегли, з архітектурними деталями в мавританському стилі. Цікавого силуету надають численні мінаретоподібні вежі. Головне приміщення синагоги, восьмикутне у плані. Восьмигранний світловий ліхтар, яким увінчана будівля, разом з великими круглими вікнами у бокових стінах забезпечують приміщення освітленням. По периметру розташована галерея для жінок.

#### Будинок на вулиці Штадієнгассе, 6—8 Відень (1882)
П'ятиповерхова будівля у плані правильної прямокутної форми. Головний фасад має одинадцять віконних осей. У своїй роботі «Декілька начерків, проєктів та реалізованих будівель» (1889) Вагнер присвятив їй аж три сторінки, звертаючи увагу на практичність нижнього ярусу, зручного як для проживання так і для здачі в оренду.

#### Будівля Австрійського земельного банку по вулиці Хоєнштауфенгассе Відень (1882—1884)

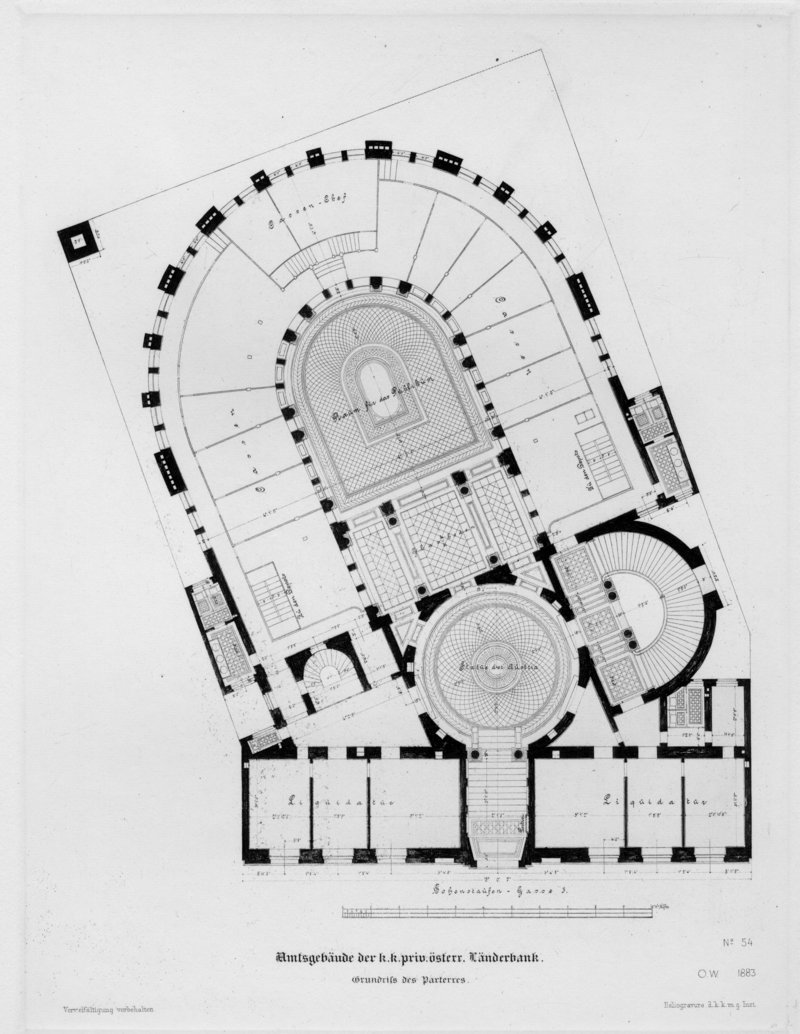
Австрійський земельний банк. План.

Конкурс відбувся літом 1882 року. Саме будівництво велось у 1883—1884 роках. При проєктуванні будівлі Вагнер майстерно використав земельну ділянку неправильної форми. Йому вдалось забезпечити всі офісні приміщення банку денним освітленням.
Вуличний п'ятиповерховий фасад витриманий у псевдоренесансному стилі, а фасад внутрішнього двору дивує відсутністю декору, гладкими тинькованими поверхнями та великими вікнами. Зайшовши у приміщення, відвідувач потрапляє до круглого вестибюля, а потім до головної зали зі скляною стелею та підлогою. Внутрішні стіни офісних приміщень не були несущими, що давало змогу конструктивно змінювати внутрішній простір.

#### Перша вілла Вагнера Відень (1886)

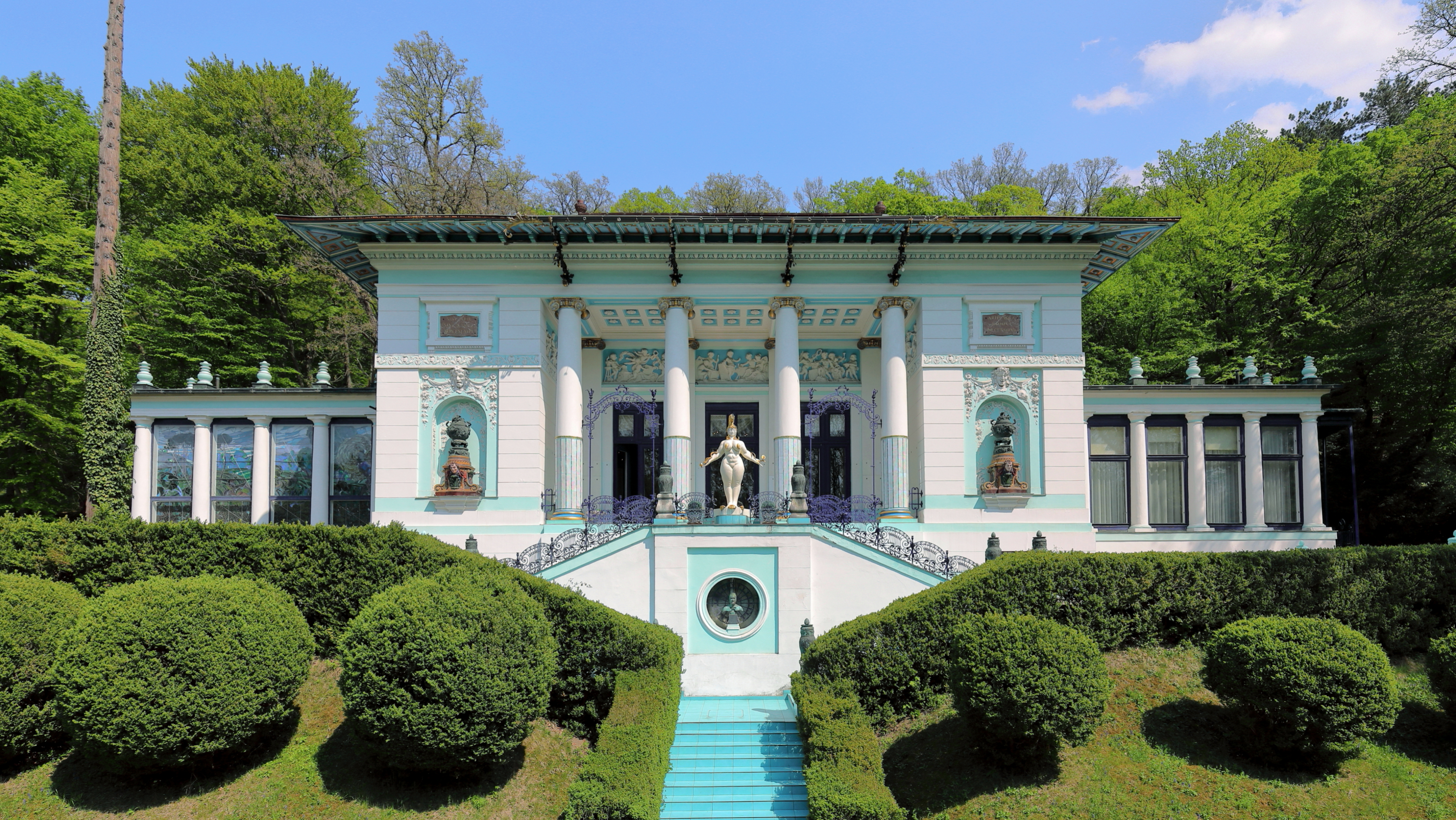
Перша вілла Вагнера

Будинок збудований Вагнером для себе та своєї родини. Вілла розташована у великому маєтку. План ділянки містить детальну інформацію про ландшафт, що свідчить про бажання архітектора гармонійно поєднати архітектуру будівлі та ландшафтний пейзаж. Вілла витримана традиційно в ренесансному стилі. Головний фасад оформлено композицією зі сходових маршів, що ведуть до колонного портика, з якого можна потрапити до великої зали. Парадна сторона й обідній зал розташовані так, щоб бути на виду у глядача. Щоб оптично збільшити розміри вілли, обабіч головної будівлі Вагнер розмістив відкриті перголи. 1895 року праву перголу архітектор переробив на більярдну, а в 1899 році — ліву на майстерню та оформив її вітражами в стилі арт нуво авторства Адольфа Бема (Adolf Böhm). Розподіл внутрішнього простору характеризується строгим членуванням стін, симетричним розташуванням дверей та меблів. Спорудження вілли можна вважати початком нового творчого періоду. На головному фасаді Вагнер розмістив два афоризми: «Sine arte sine amore non ect vsta» — без мистецтва і любові нема життя, «Artis sola domina necessitas» — єдиною повелителькою мистецтва є необхідність.
|  |  |  |
|  |  |  |

#### Житловий будинок по вулиці Універзітетсштрассе, 12 Відень (1887)
Шестиповерхова споруда. Головний фасад із сімома осями вікон. Балкон акцентує увагу на парадних апартаментах. На головному фасаді пілястрами підкреслено вертикалі. На першому поверсі було запроєктоване кафе з окремим входом. На кожному поверсі розмішувались всього дві квартири оснащені ванною та туалетом. Ліфт у будинку з'явився пізніше.
|  |  |  |
|  |  |  |

### Зрілий період творчості 1888—1908
Як раніше згадувалось Вагнер прикрасив фасад своєї вілли двома афоризмами: «Sine arte sine amore non ect vsta» — без мистецтва і любові нема життя, «Artis sola domina necessitas» — єдиною повелителькою мистецтва є необхідність, саме вони стали основною ідеєю подальшої творчості, а саме поєднанням краси та функціональності. 1896 року у публікації «Сучасна архітектура» архітектор розгорнув цю ідею, і стверджував «непрактичне не може бути красивим». Новий підхід не означав відмову від традиційних архітектурних форм, оскільки романська чи ренесансна арка мають не лише естетичний вигляд, але і оптимально розподіляють навантаження. Проте у контексті широкого розповсюдження технічних нововведень та появи нових матеріалів як бетон та алюміній, Вагнер вбачав свою задачу, як архітектора, у прагненні відповідати законам краси через пошук нових форм.
Архітектор створив свого роду «еволюційну теорію архітектури», у якій говорив про конструкцію як про «первинну клітину архітектури». «Кожен тип споруди походить від конструкції, яка поступово отримує облік твору мистецтва.»
Проєкти архітектора тісно пов'язані з сучасністю та зовнішнім середовищем. Вони розраховані на сучасну людину, мешканця великого міста. Доволі значна частина творчого доробку Вагнера присвячена проєктуванню громадських споруд: ділових центрів, банків, універмагів, санаторіїв, готелів. Урбаністичні мотиви ясно проглядаються у жилих та складських приміщеннях Земельного банку на площі Лобклвіцплац (1884), в «Анкерхаузі» (1894), універмазі «Нойман» на вулиці Кернтнерштрассе (1893). Тут вперше в історії архітектури була використане скляне прекриття внутрішнього двору будинку.
Зацікавлення Вагнера особливостями життя сучасної людини знайшло своє відображення у проєктування житлової архітектури. Варто зазначити, що Вагнер сам заробляв будівництвом житлових будинків і як архітектор і як власник. Після продажу він отримував капітал, що давав змогу реалізувати свій наступний проєкт.
Активна участь Вагнера у конкурсах сприяла швидкому творчому розвитку. Архітектор взяв участь більш як у тридцяти національних та міжнародних конкурсах на будівництво: віденської Фондової Біржі (1863), берлінського собор (1867 та 1890), віденського Дому правосуддя (1874), гамбурзької мерії (1876), церкви у Соборсінє (1879), берлінського Рейхстагу (1882), будівлі парламенту у Будапешті (1882), собору у грецькому місті Патри (1902), Міського музею імператора Франца-Йосифа у Відні (1903, 1909) тощо.
Здобувши перемогу у конкурсі на створення генерального плану Відня (1892—1893), Вагнер отримав призначення головним проєктувальником (1894) — «Інспектор муніципального будівництва», а також художнім радником Комісії по питанням транспортних засобів, та Комісії по контролю над Дунаєм. Після цього зодчий виконав ряд проєктів міського середовища: Віденської міської залізниці (1894—1900) та споруд на Дунайському каналі (1894—1906).
У 1894 році він став професором і куратором спецкурсу по архітектурі в Академії образотворчих мистецтв у Відні, цю посаду обіймав до 1912 року. У 1910—1911 роках — проректор Академії образотворчих мистецтв, Відень. Після того як Академія відмовила Вагнеру у наступнику, він виконував свої обов'язки ще чотири роки безоплатно.
1895 року Вагнера призначено членом постійного комітету по мистецтву в департаменті культури та освіти Відня.
Спроєктований у 1898—1899 роках ансамбль будинків відомих як Лінке-Вінцале, став яскравим прикладом будівель у стилі сецесія. Його учні заснували об'єднання прихильників нового стилю, Віденський сецесіон (1898). Вагнер вступив у нього у 1899 році, правда пробув лише до 1905 і покинув його разом з своїм другом Густавом Климтом.

#### Житлово-діловий центр «Цум Анкер» «Анкерхауз» (1894) вулиця Шпігєльгассе

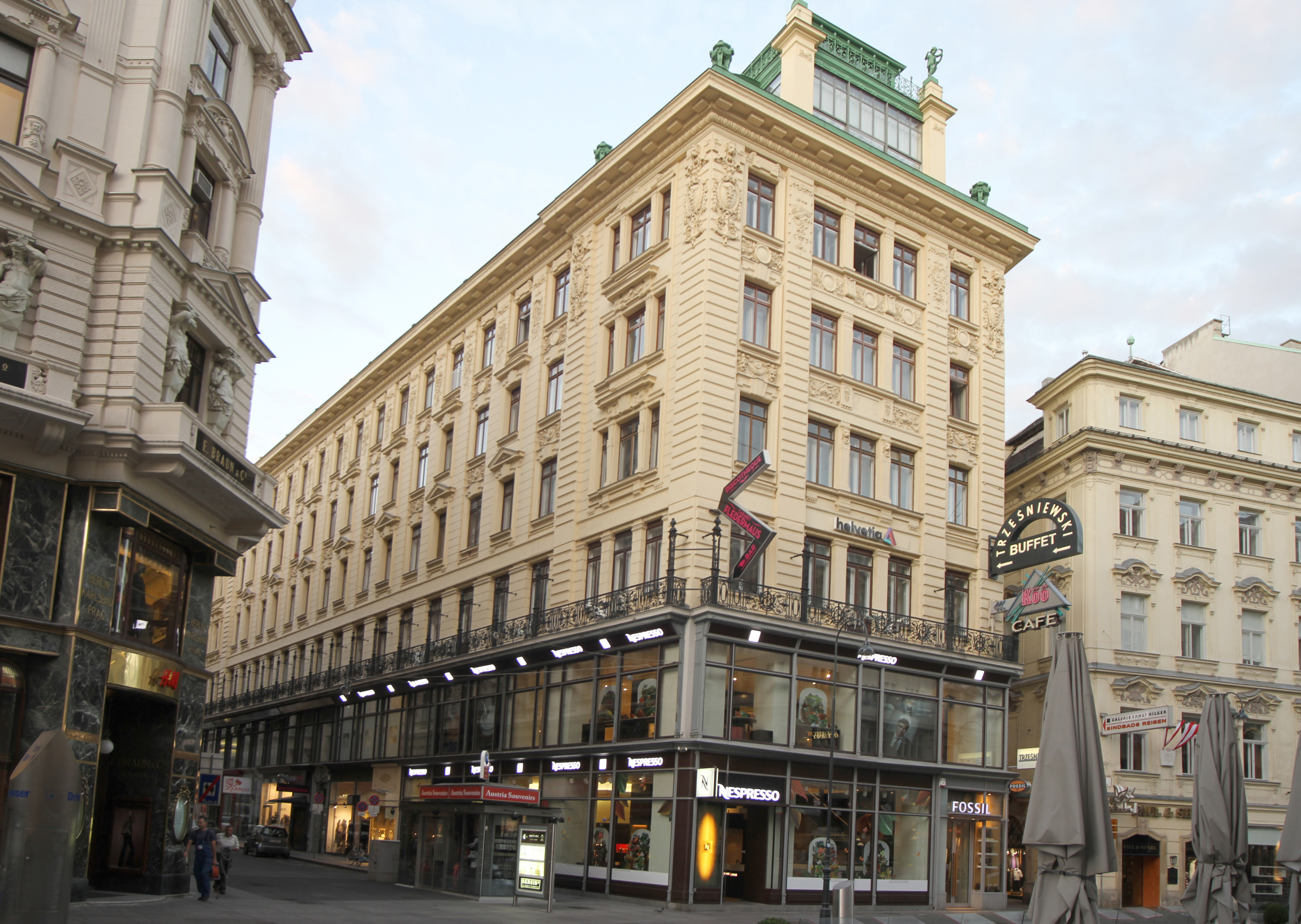
Житлово-діловий центр «Анкерхауз»

У 1894 році страхова компанія «Цум Анкер» замовила дизайни цієї будівлі. У попередньому пректі пропонувалось фасади рясно оздобити орнаментальним декором. Важливою деталлю конструктивного вирішення є можливість зміни простору торгових павільйонів. Дизайнерське рішення фасаду тісно пов'язане з рішенням будівлі універмагу «Нойман» (зараз не існує). Обидва будинки мали великі скляні вітрини, що було новиною для віденських споруд.

#### Віденська залізниця (1894—1900)

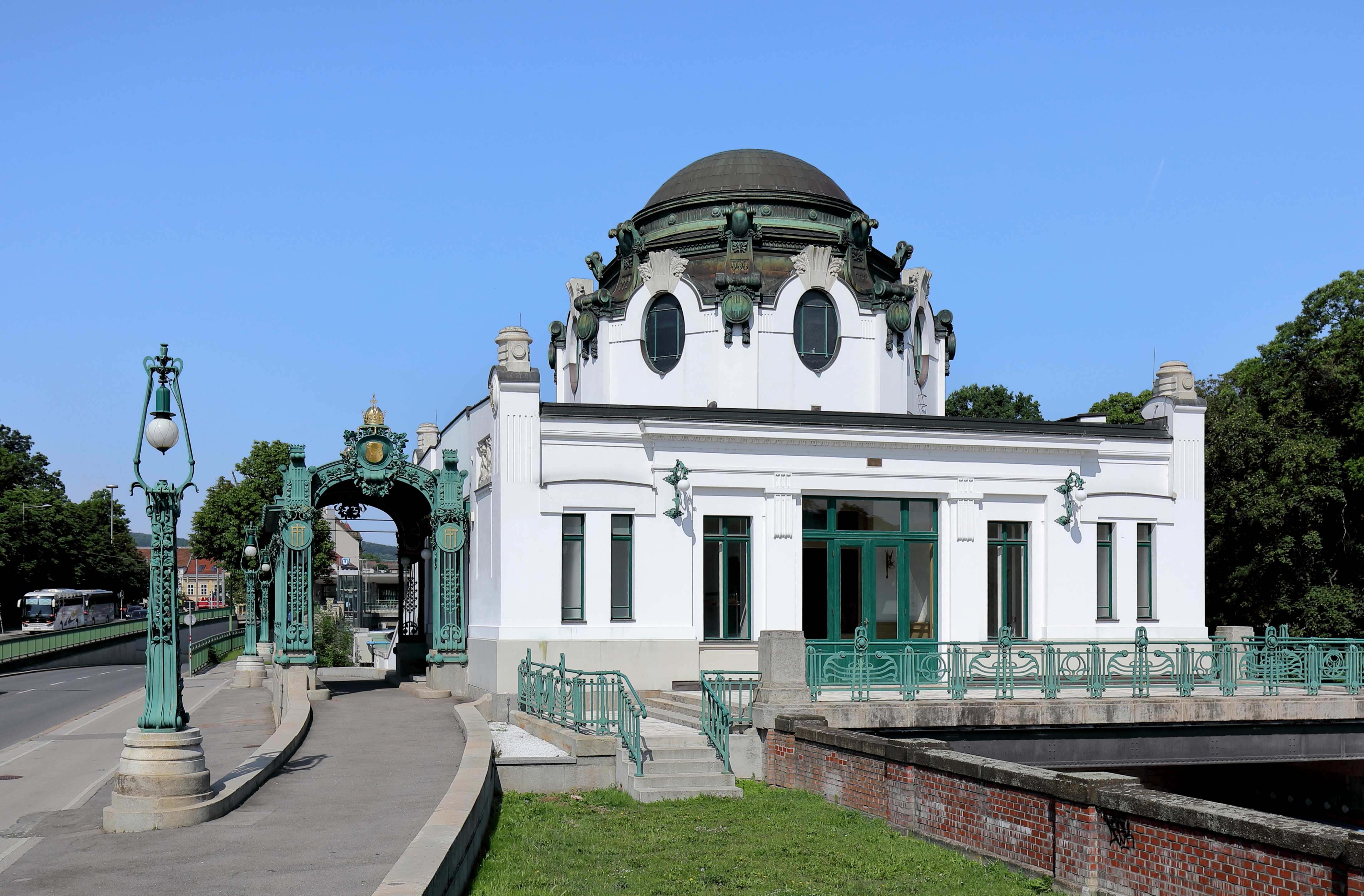
Станція Королівський павільйон

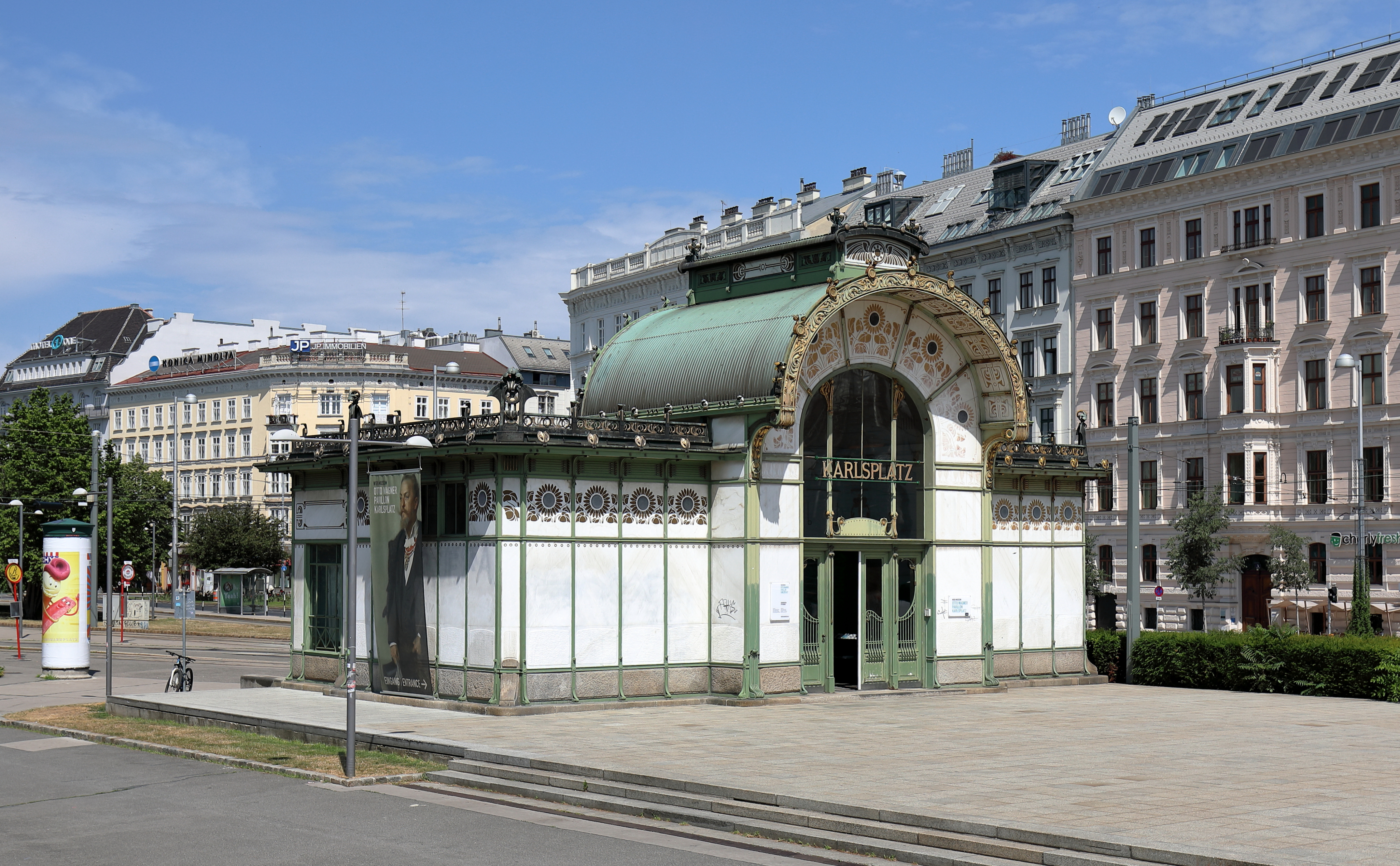
Станція Карлсплатц, (спочатку Академієштрассе)

Питання про будівництво віденської залізниці обговорювалось неодноразово. Вперше виникла потреба у ній 1857 році у зв'язку з розширенням міста. У період з 1871 по 1873 рік в міністерство було запропоновано 26 проєктів і концепцій. У 1873 вони були передані у Віденську міську раду. 1892 року Вагнера призначено художнім радником Комісії по питанням транспортних засобів. Архітектор відповідав за проєктування та будівництво усіх деталей: архітектурний проєкт всіх надземних та підземних споруд, освітлення, ліфтів і навіть таких невеликих деталей як огорожі, та поручні.
Перший детальний проєкт був готовий наприкінці 1894 року, а будівництво розпочалось 1895 року. Вагнером було виконано більш як 2000 ескізів. За планами архітектора мали збудувати 30 станцій та зупинок, 45 кілометрів залізничної колії: Приміська лінія (1895—1896), лінія Дунайський канал — Віденська долина (1896—1900), Кільцева лінія (1895—1897), лінія до Району II (1899 її з часом ліквідували).
Будівельна комісія дала чіткі вказівки, що до використання будівельних матеріалів: павільйони станцій повинні буди спроєктовані як будівлі, облицьовані декоративною кам'яною штукатуркою, аркові віадуки облицьовані цеглою світло-жовтого кольору, мости потрібно було виконувати з металу, а їх опори з тесаного каменю, і вирішені в простому ренесансному стилі. Це було зроблено для того, щоб всі споруди мали один стилістичний характер. Попри це частина станцій суттєво відрізняться. Лише єдина станція спроєктована, як купольна споруда — це станція у віденському районі Хитцинг, для імператорської сім'ї.
Перші зміни вагнерівської сітки залізниці відбулись у 1969 році у зв'язку з будівництвом віденського метро. На сьогодні значна частина станцій, мостів та тунелів належить до системи підземки і є невіддільною частиною міського пейзажу.
Королівський павільйон. Це купольна споруда. Інтер'єр прикрашений живописом із зображенням імператорського Відня з висоти пташиного польота.
Станція Карлсплатц (спочатку Академієштрассе). Будівля має бочкоподібною кришу, з рельєфного листового заліза. На фасаді архітектор облицював видиму металеву конструкцію білими мармуровим панелями.

#### Споруди на Дунайському каналі (1894—1906)

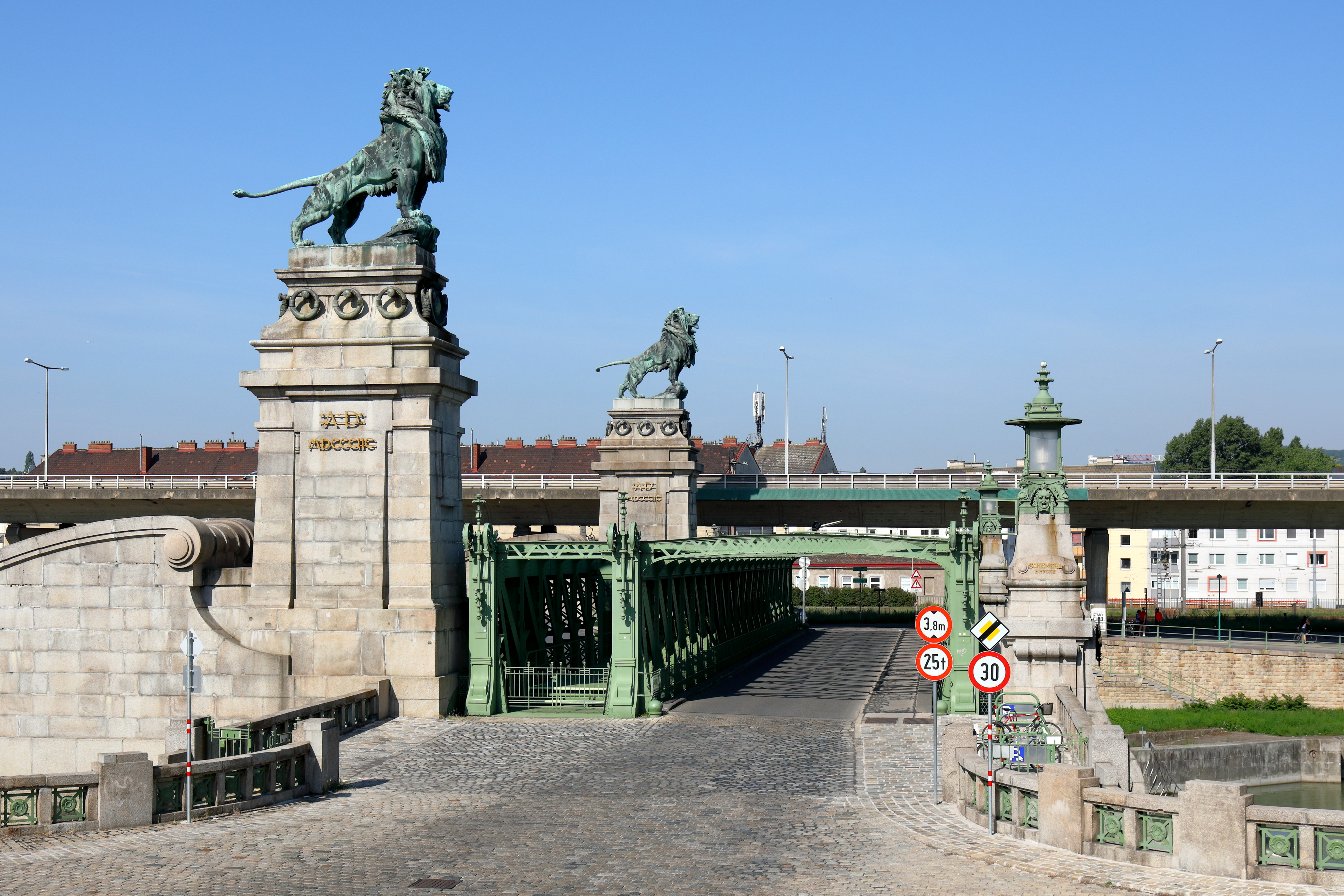
Левиний міст

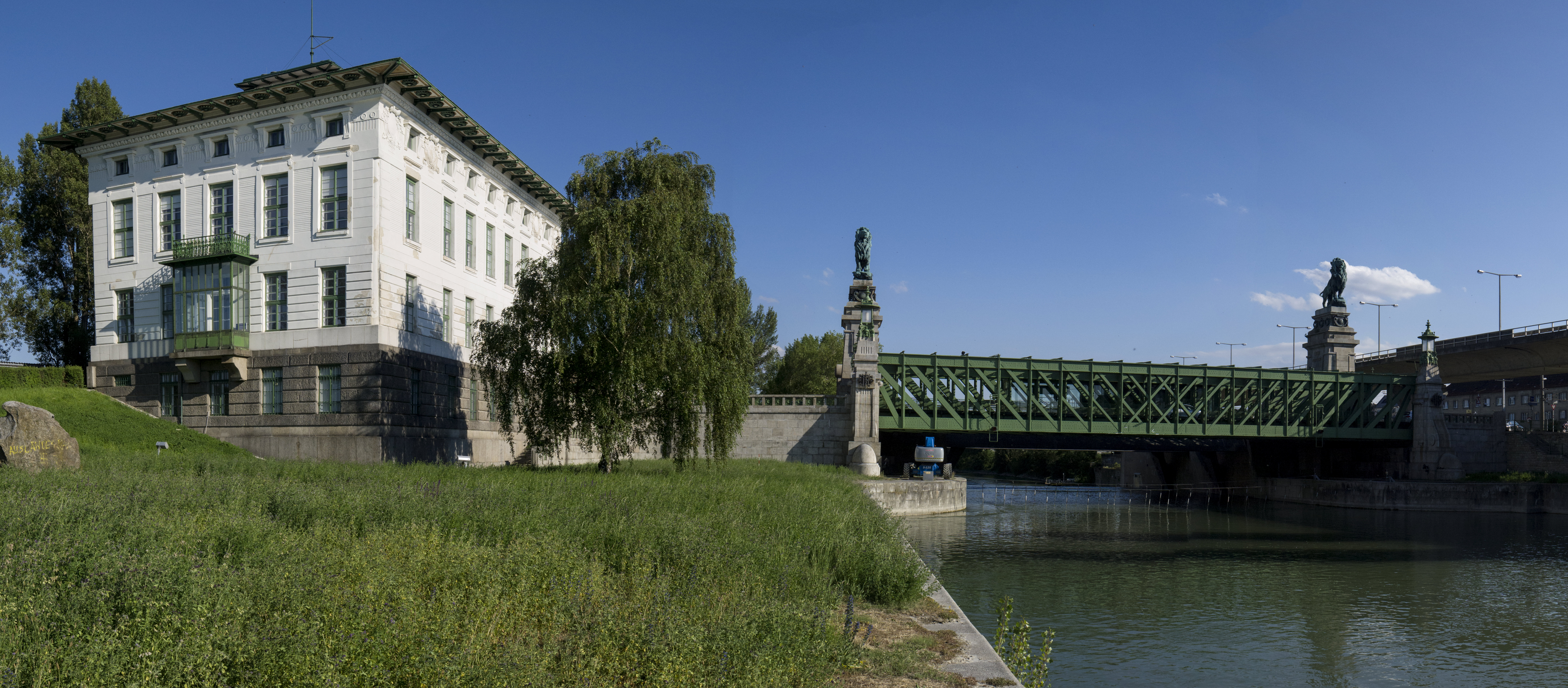
Гребля

У липні 1892, під час будівництва міської залізниці був прийнятий закон, що поклав початок перетворення Дунайського каналу у комерційний порт. Між 1894 і 1908 роками Вагнер збудував два шлюзи: Нуссдорфський і Кайзербадський, а також причал між мостами Аугартен та Францеса.
Нусдорфська гребля і шлюз був спроєктований на верхньому вході в Дунайський канал, з ціллю запобігти затопленню частини Відня під час паводку. Перший ескіз із зображенням оглядової вежі, будівлею для шлюзних воріт, та пілонами з левами з'явився у 1894 році та значно відрізнявся від сучасного вигляду шлюзу. У грудні 1897 року в номері журналу «Der Architekt» було опубліковано друге зображення греблі з будівлею для шлюзних воріт, яке було і реалізовано у 1898 році.
Кайзербадський шлюз перші ескізи були розроблені у 1904 році, а готовий проєкт представлено у 1906 році, будівництво велось 1907 року. Шлюзопідйомний кран розташовувався у центральній баштоподібній частині будівлі. Самі шлюзні ворота знаходились у нижній частині споруди. Фасад декоровано блакитною плиткою викладеною у вигляді хвиль.
Після Другої світової війни Кайзербадський шлюз перестав фнкціонувати, Нуссдорфський шлюз теж перетворився на пам'ятку, а в результаті будівництва естакади втратив свою виразність. Причал збудований Вагнером на Дунайському каналі великою мірою розібраний.

#### Житловий комплекс на Лінке-Вінцайле Кестлергассе, Відень (1898)
Цей комплекс складається з трьох будинків: будинок по вулиці Лінке-Вінцайле 40, «Майоліковий дім» і будинок по вулиці Кестлергассе. Вони належать до найвиразніших пам'яток Відня виконані у стилі ар ново. Цей житловий проєкт у доробку архітектора був наймасштабніший на момент будівництва (складався з 50 квартир). Це п'ятиповерховий комплекс, що оснащений ліфтами та у квартирах ванними кімнатами.
Квартиру на першому поверсі будинку на Кьостлєргассе, Вагнер спроєктував для себе. Їдальня і спальня виходять вікнами на вулицю, вікна решти приміщенні у двір. Для столової були виготовлені меблі з горіхового дерева з перламутровим оздобленням, а також килимове покриття, штори та шпалери. Спальня була декорована з використанням японських мотивів: зображенням гілки сакури з квітами. Ліжко та тумби були виготовлені з латуні за проєктом архітектора. Особливої уваги заслуговує величезна ванна кімната (5,28 на 2,91 метрів висота стелі 3,6 метрів). Скляна ванна розміщувалась перед мармуровою панеллю до якої кріпились ручки змішувачів, душ та інші аксесуари. Сама ванна складалась з нікельованої металевої рами та чотирьох панелей з кристалічного скла.

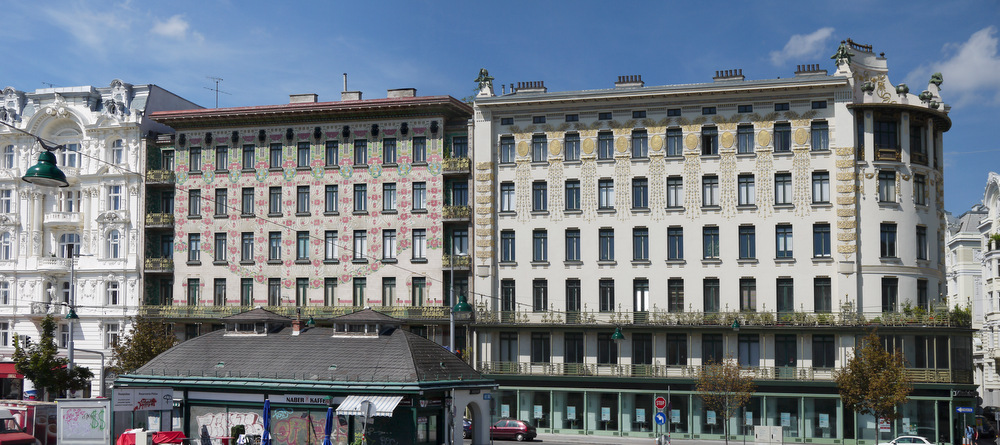
Житловий комплекс на Лінке-Вінцайле
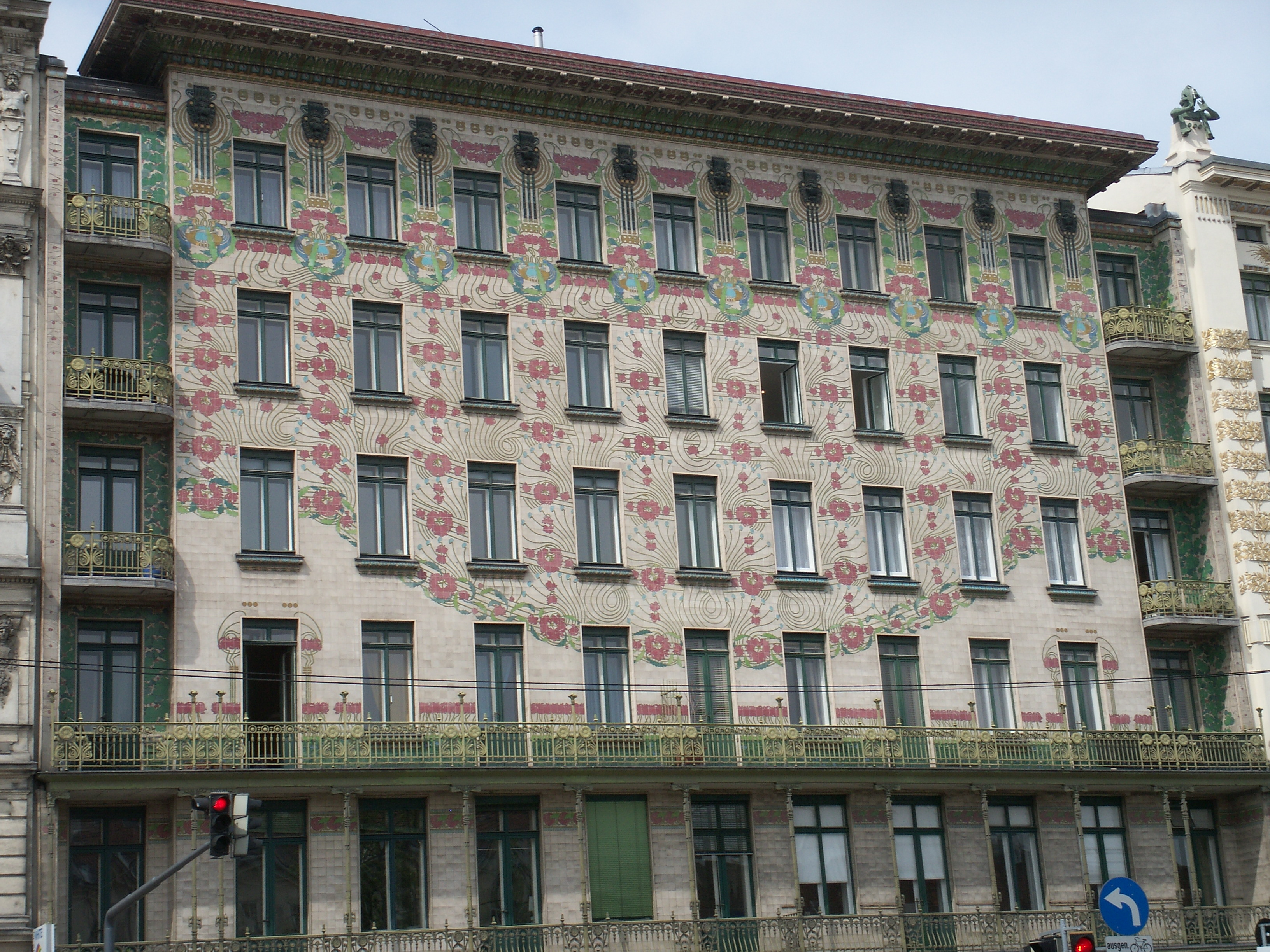
Майоліковий дім, фасад
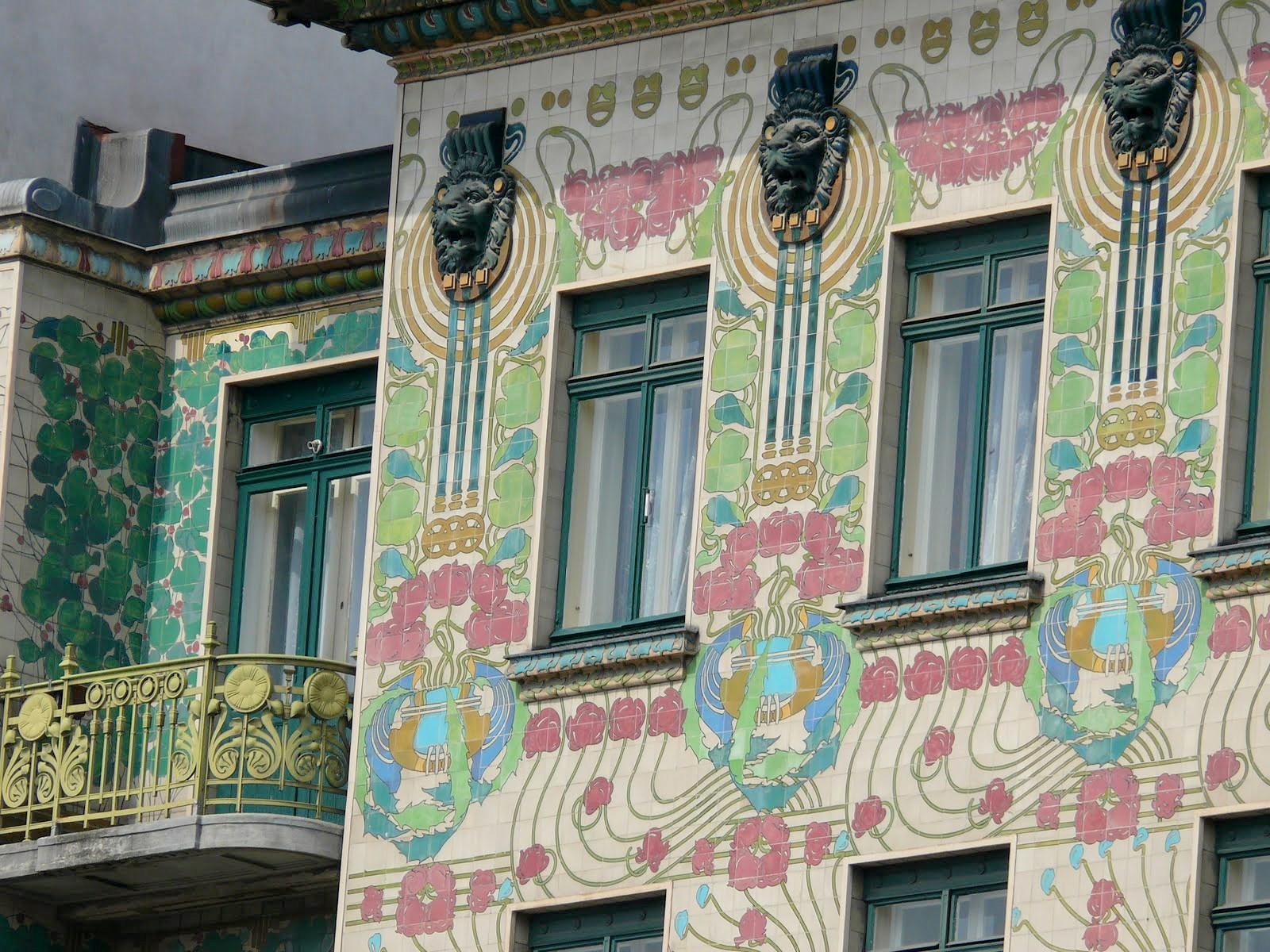
Майоліковий дім, фрагмент декору
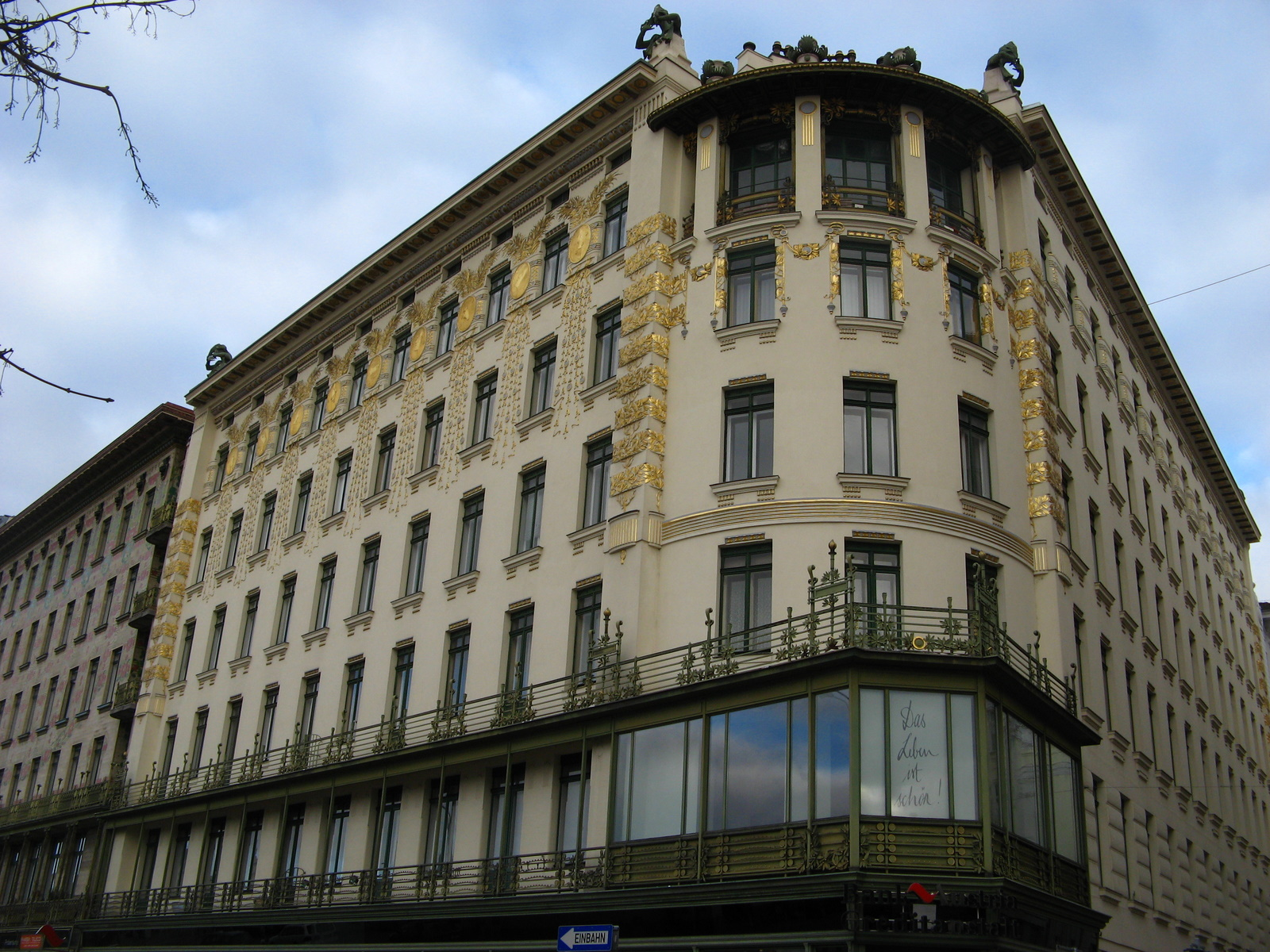
Житловий комплекс на Лінке-Вінцайле

#### Телеграфна контора газети «Die Zeit» (1902)
Збереглась всього одна фотографія фасаду, на якій можна побачити оформлення входу. Двері були розмішені між двома вітринними вікнами; над нею розташовувалась скляна панель з написом «Die Zeit». Алюмінієві конструкції фасаду змонтовані на основі міцнішого металу. Виставковий зал нагадує своїм вирішенням кавовий дім «Кафе Муазєум», спроєктований Адольфом Лоосом (1899). Стеля, підлога та стіни мали білосніжне забарвлення. Дві третини стін обшиті сірим лінолеумом для виставкових цілей. По центру стелі розмішувався ряд лампи, що відзеркалювався у дзеркалах розмішених на задній стіні. У залі знаходились два прямокутні столи з алюмінієвими каркасами.

#### Церква святого Леопольда на Штейнхофі (1902—1904)
У 1903 році, на околиці міста Відня виник один з найбільших лікарняних комплексів Європи. Його територія і сьогодні займає більше 100 гектарів. Церква святого Леопольда на Штейнхофі побудована як храм при «Нижньоавстрійському інституті і санаторії» психіатричної лікарні, одночасно з яким і будувалась. У конкурсі на будівництво лікарні взяли участь такі архітектори як Леопольд Бауер і Карло ван Боог. Проєкт Вагнера отримав перше місце. Архітектору доручили лише будівництво церкви, хоча був ухвалений весь запропонований план, що складався з системи павільйонів. Окрім Вагнера в реалізації проєкту брали у участь його колеги Марсель Каммерер и Отто Шйонтхаль.
Купольна будівля церкви облицьована ззовні мармуровими плитами товщиною два сантиметри, що закріплені за допомогою шурупів з мідними голівками. Купол покритий рельєфними мідними листами, які спочатку були позолочені. У плані церква має форму грецького хреста. Вона може вмістити близько 800 людей, і має 400 місць для сидіння. Вхід розділений на три частини: права для чоловіків, ліва для жінок, а центральна для особливих випадків.
У інтер'єрі склепіння декоровано золотими лініями, що утворюють сітку та золотими заклепками. Підлога викладена білою плиткою із чорним декором, в вигляді квадратів. Щоб забезпечити хорошу видимість з усіх кутків церкви, підлога в сторону вівтаря іде під уклон і знижується приблизно на 30 сантиметрів.
Фігури, які розміщені на двох баштах церкви виконав Ріхард Лукаш, а чотири ангели над головним входом різця Отмара Шимковиця. Вітражі виконав Коло Мозер, живопис вівтаря (завершений лише у 1913) — Леопольд Форстер по проєкту Реміуса Гейлінга.

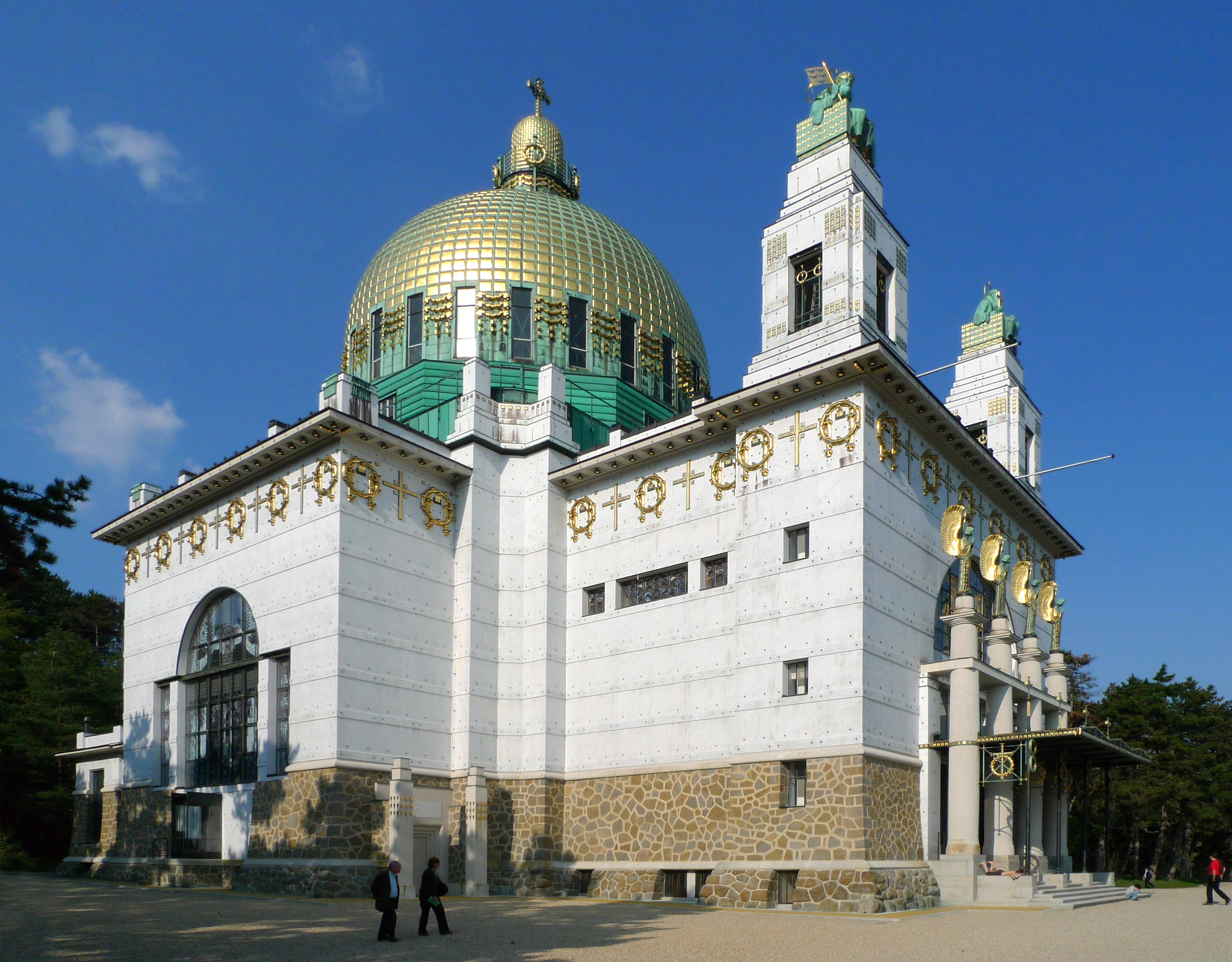
Церква святого Леопольда
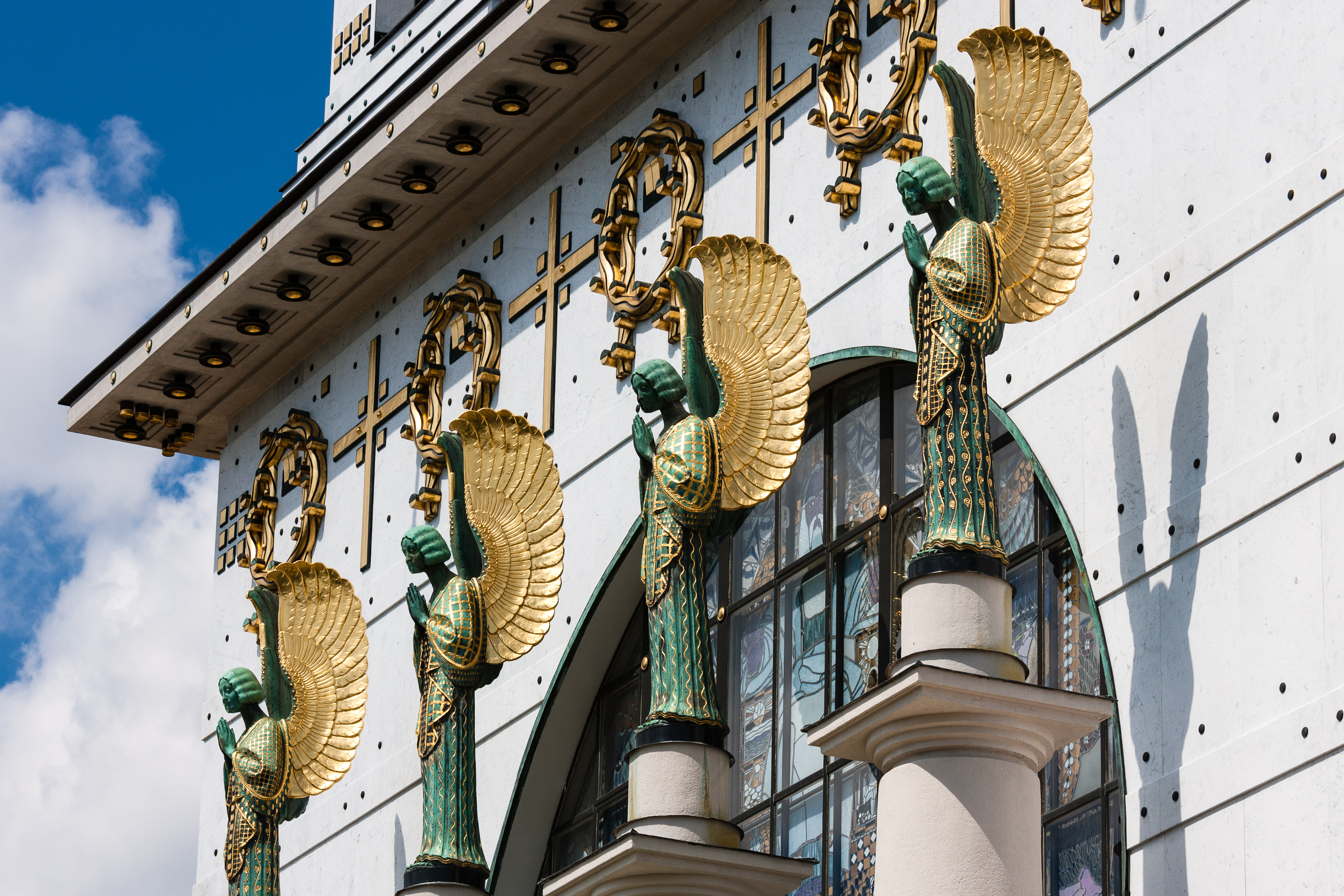
Церква святого Леопольда, статуї янголів на фасаді
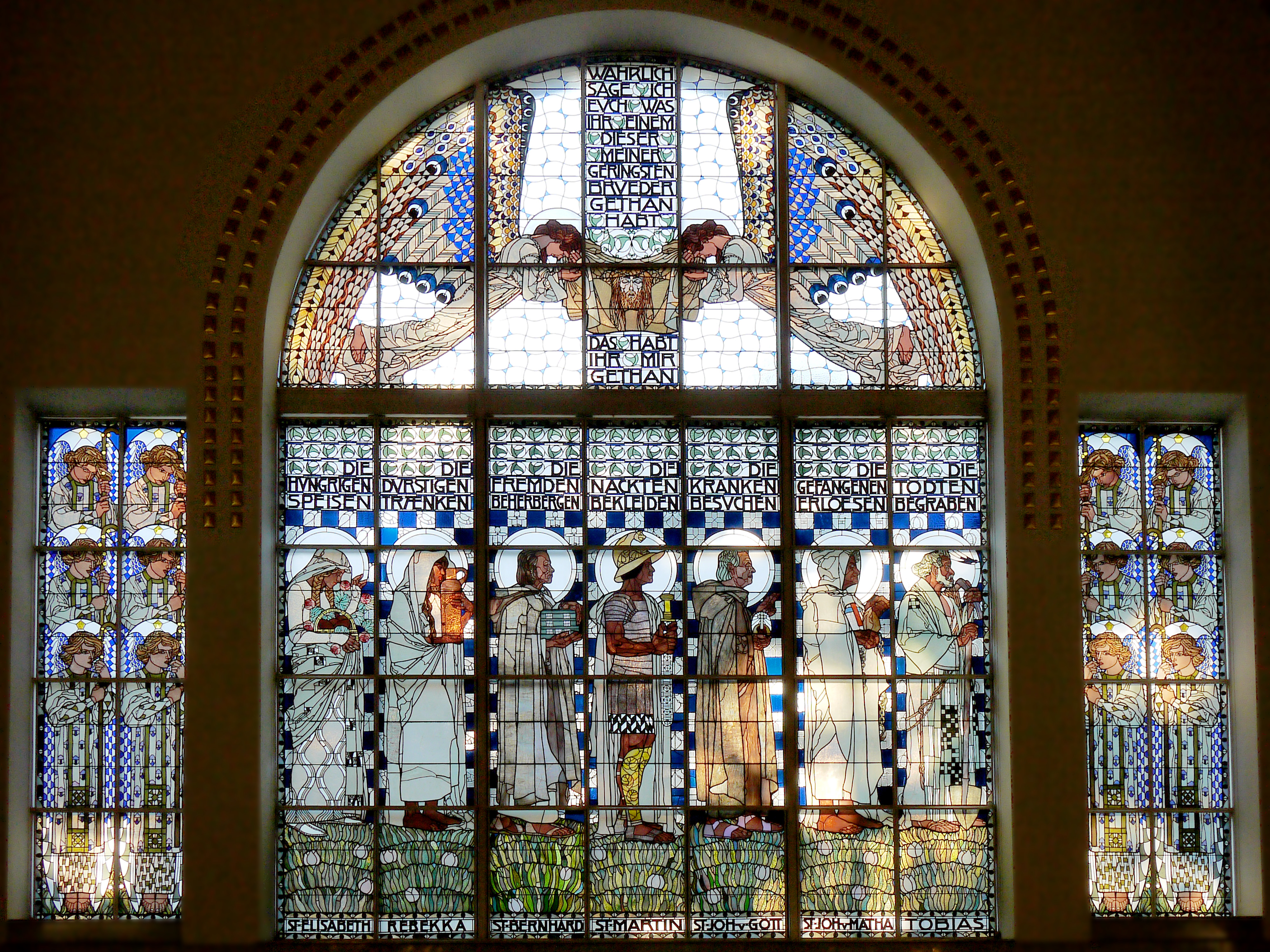
Церква святого Леопольда, вітраж Коло Мозера
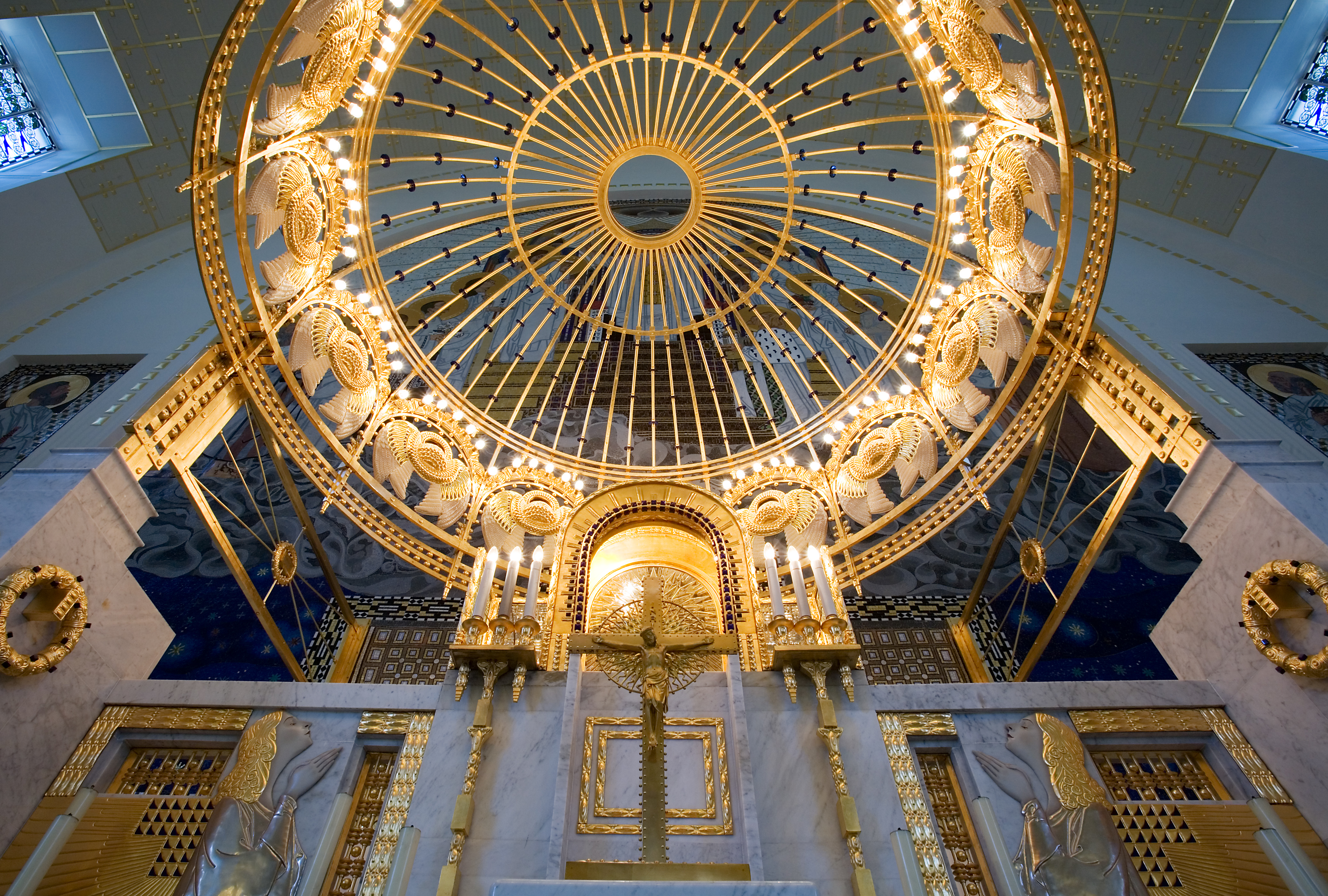
Церква святого Леопольда, інтер'єр

#### Поштово-ощадний банк (1903—1912)
У січні 1903 року був оголошений конкурс. З 32 представлених проєктів рекомендований до виконання був проєкт Вагнера. Його і реалізували, щоправда з незначними змінами. Будівництво розпочалось у 1904 році, а у грудні 1906 році було готове до експлуатації.
Фасади облицьовані тонким мармуровими панелями, закріплені за допомогою шурупів. Основа будівлі декорована гранітними панелями. Багато деталей фасаду виконані з алюмінію: головки шурупів, опори навісу, карниз.
Зона для клієнтів складається з великого вхідного приміщення, вестибюля та тринефного банківського залу. Підлогу у залі виконано із скляних блоків, що дало змогу забезпечити приміщення, як розташоване поверхом нижче, денним освітленням. Стеля — арочне перекриття зі скла, з алюмінієвими опорам. Стіни знизу облицьовані мармуровими панелями світло зеленого кольору, а з верху білим, скляними.
Вагнер приділяв особливу увагу деталям. Він розробляв не лише дизайн меблів, а навіть вимикачів світла та килимового покриття. Найбільш скрупульозно архітектор опрацював дизайн центрального офісу на другому поверсі. Надзвичайно прославились крісла Вагнера, з алюмінієвими чи латунними накладками у нижній частині ніжок.

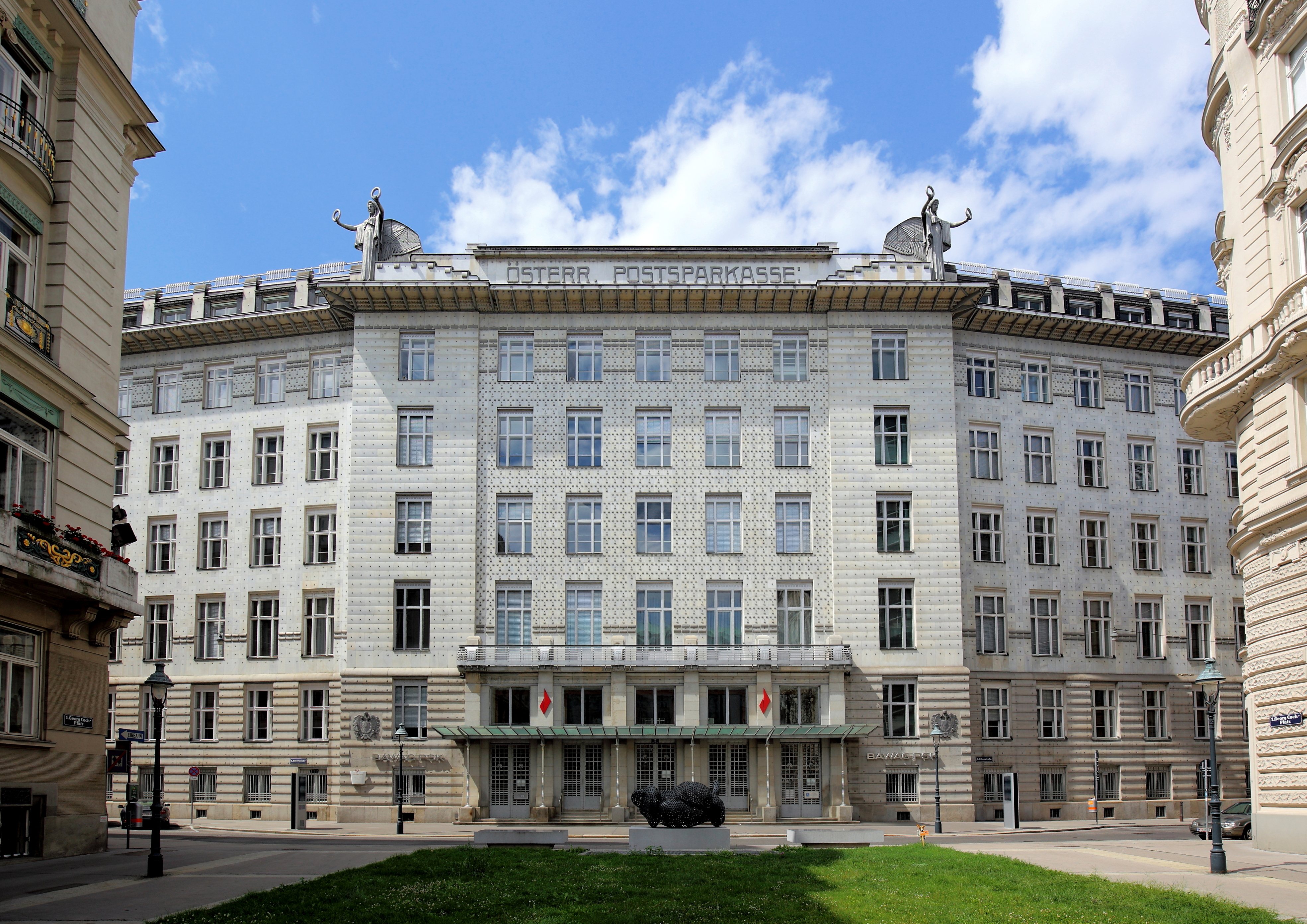
Поштово-ощадний банк, фасад
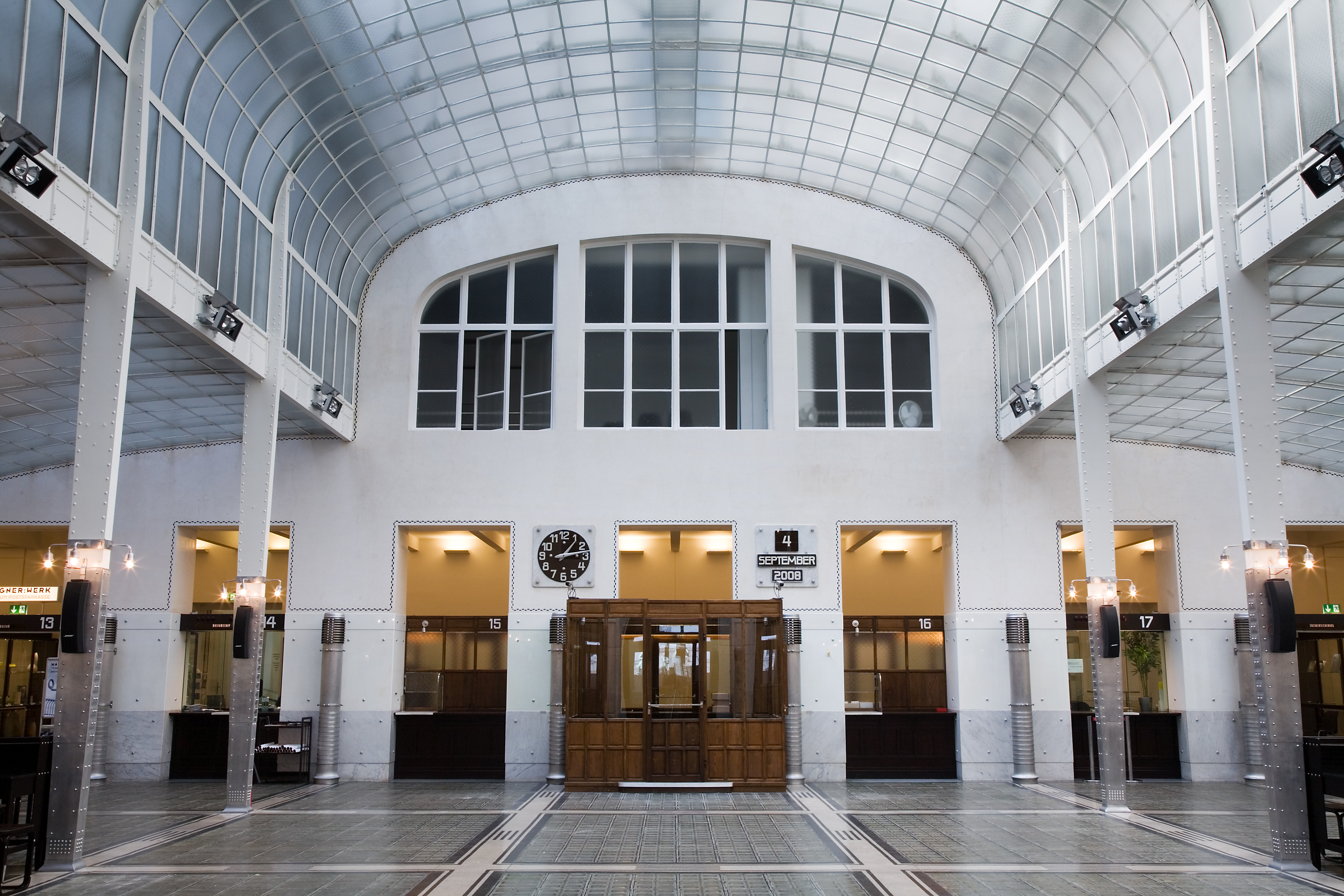
Поштово-ощадний банк, інтер'єр.
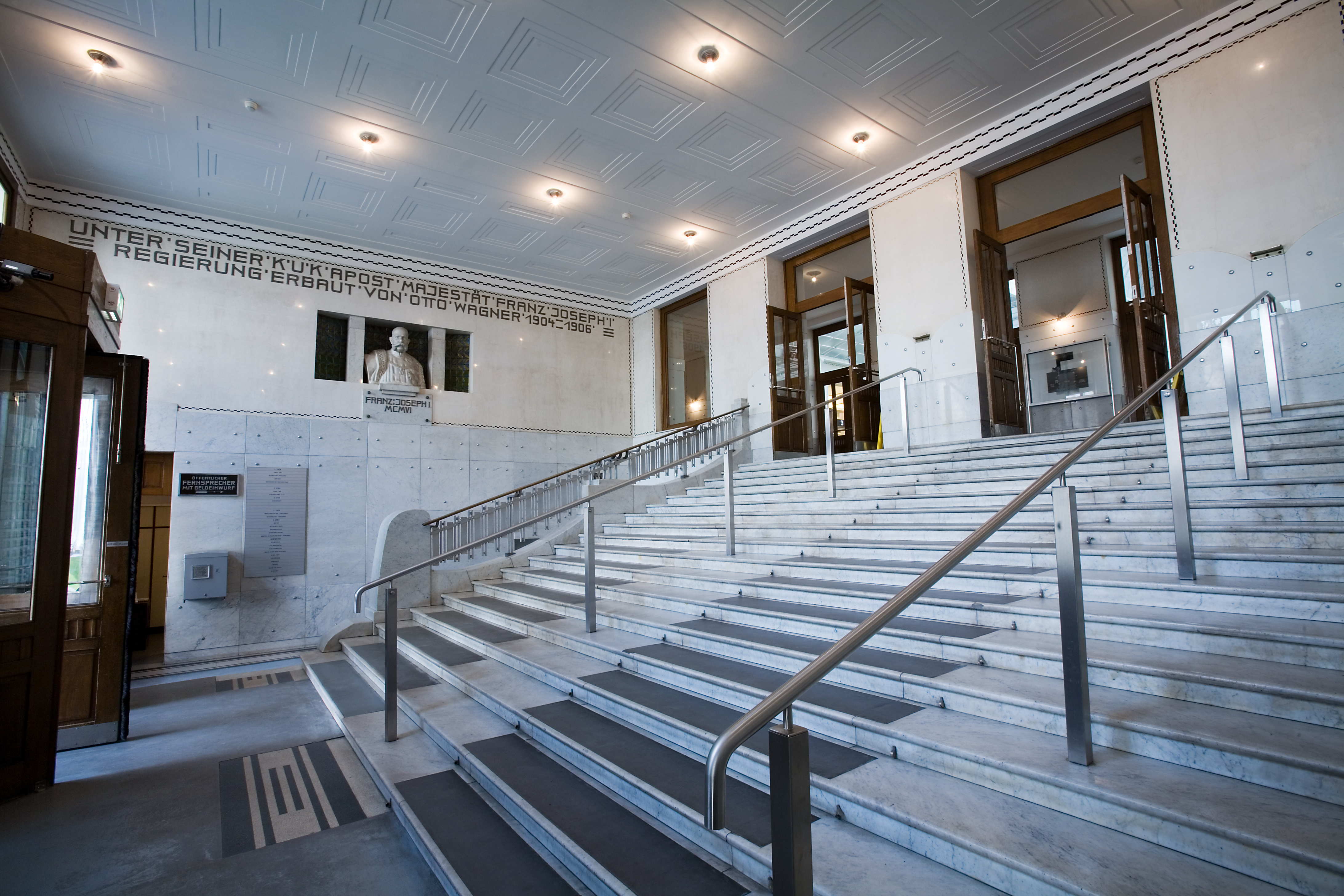
Поштово-ощадний банк, інтер'єр.
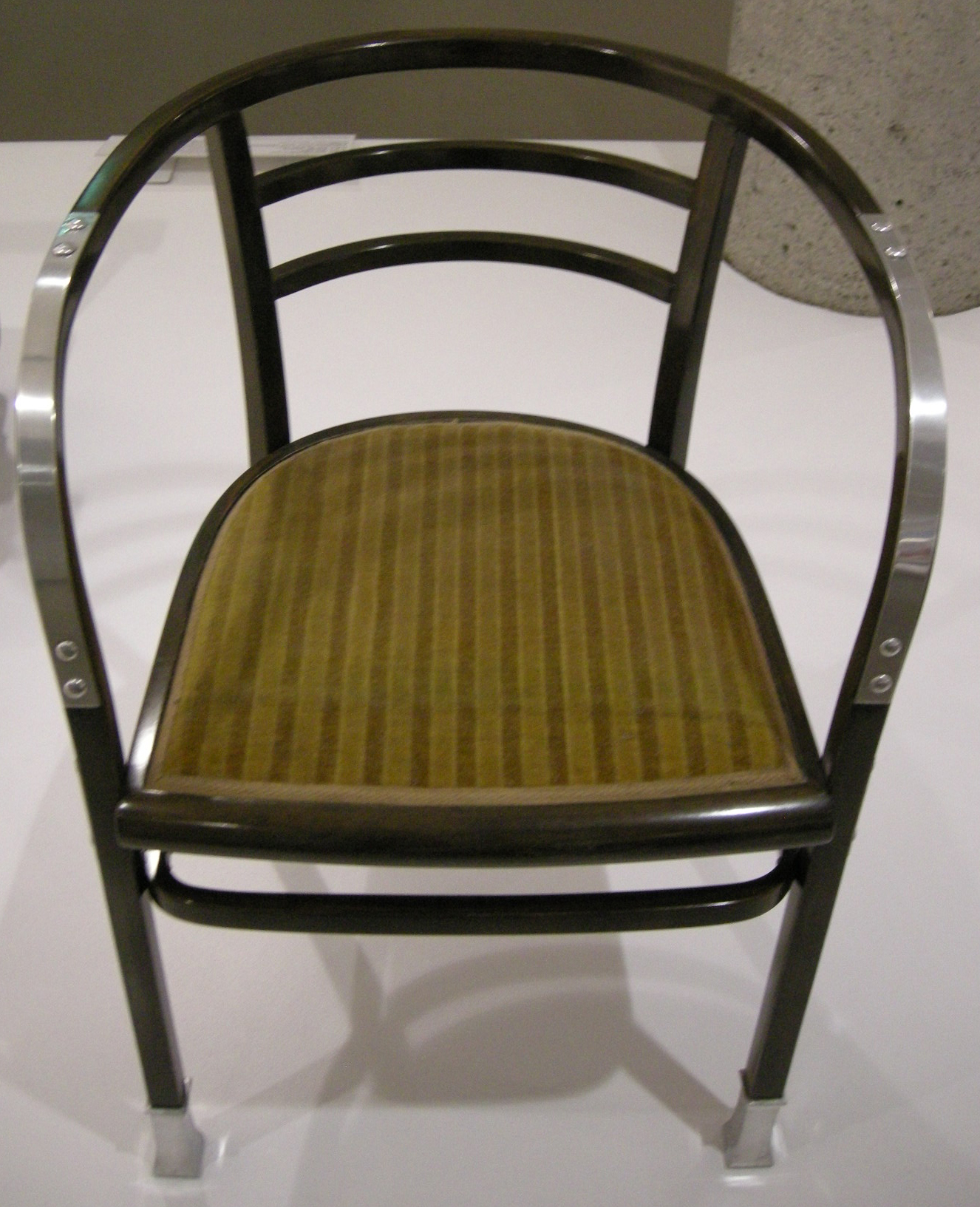
Крісло, дизайн Вагнера

#### Палац миру в Гаазі (1905)
Отто Вагнер брав участь у багатьох міжнародних конкурсах. Одним з них був конкурс проєктів для Палацу миру в Гаазі в Нідерландах (серпень 1905 по квітень 1906). Вже в грудні 1905 архітектор завершив свій проєкт і віддав його на друк. У цьому проєкті Вагнер звернувся до класичного типу будівель суду: головна будівля з великим вестибюлем і монументальними сходами; у крилах різноманітні зали засідань, а у задній частині будівлі велика бібліотека. В середині розмішувався великий внутрішній двір з якого можна було потрапити до зал засідань. Для будівництва Вагнер пропонував використати граніт, мармур і томпак (різновид латуні). Організатор конкурсу, Фонд Карнегі в 1906 році вів переговори з Вагнером, але замовлення архітектор так і не отримав. Йому було запропоновано переглянути проєкт і приділити більше уваги деталям фасаду. Вагнер запропонував оздобити фасад невеликими порцеляновими деталями золотого та синього кольорів.

#### «Галерея сучасного мистецтва» (1900)

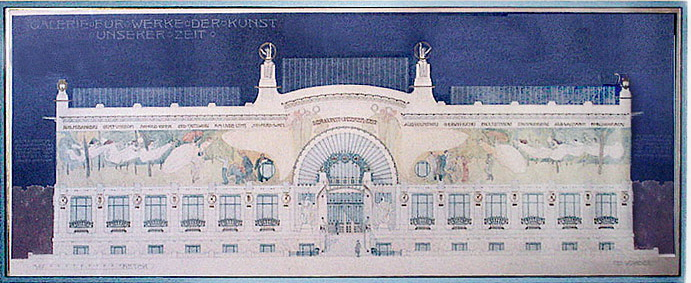
Проєкт «Галереї творів мистецтва нашого часу», фронтальний вигляд фасаду. 1900

За пропозицією Карла Молля, Вагнеру як члену «Сецесінона» з 1899 року, було зроблено замовлення на розробку проєкту галереї творів мистецтва. У лютому 1900 архітектор представив свій перший проєкт. Наступний перероблений проєкт був готовий вже у вересні цього ж року. Проте будівля спроєктована Вагнером так і не була реалізована.
Архітектор зосередив свою увагу на розробці зовнішнього вигляду будівлі, оскільки за його концепцією внутрішній простір, потрібно було розробляти відповідно до експозиції епохи. Проєкт привертає увагу тим, що на 15 осевому фасаді по всій довжині було запропоновано розмістити живописну композицію у стилі модерн. Головний вхід декоровано навісом із алюмінію та міді.

### Пізній період 1908—1918

#### Санаторій для хворих на вовчак (1908)

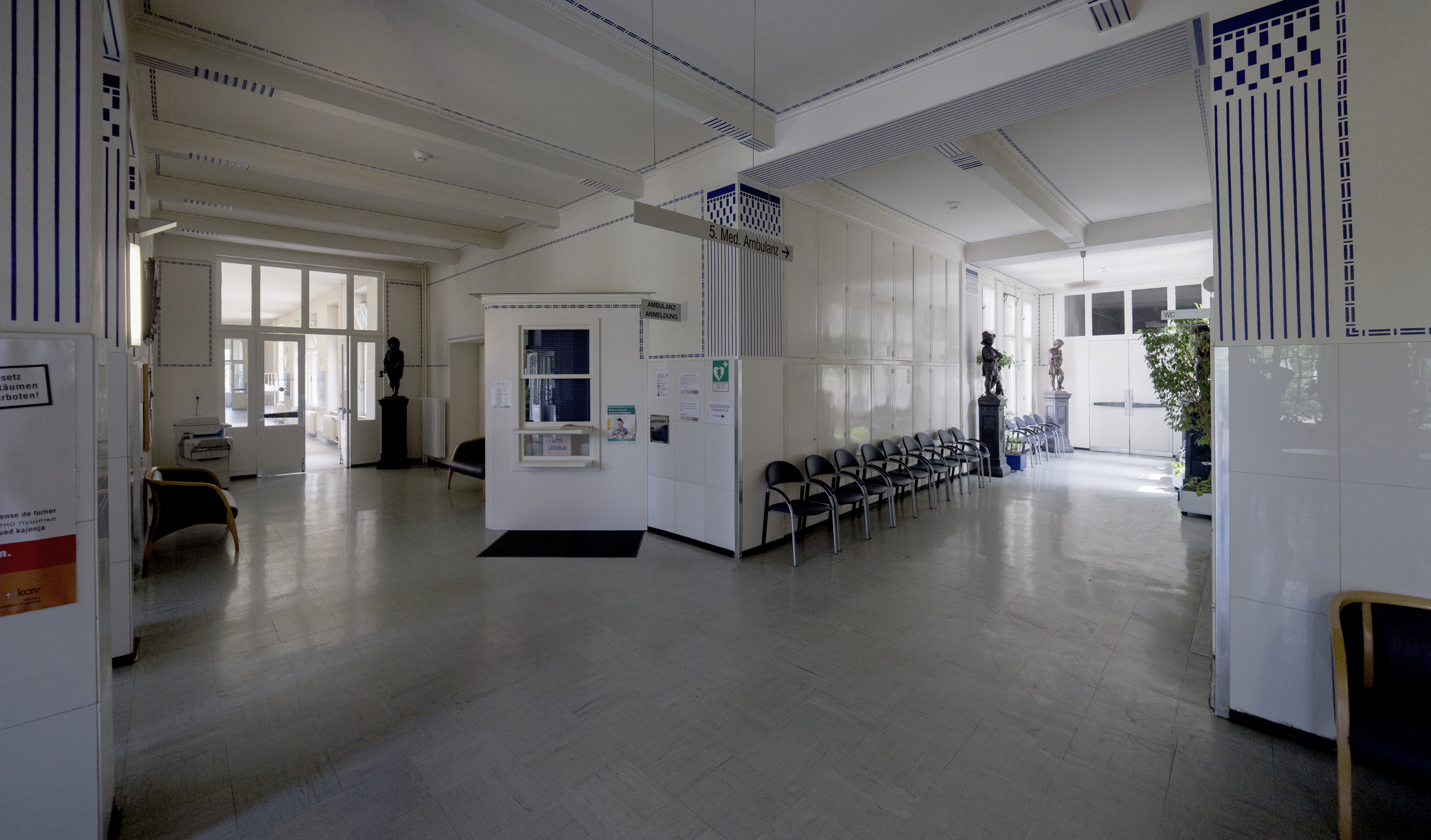
Санаторій для хворих на вовчак

Проєкт був представлений Вагнером у 1908 році. Лікарня у плані мала «Н»-подібну форму. Палати проєктувались невеликих розмірів, щоб у них розміщували якнайменше хворих; ті, які виходили вікнами на південь, були сплановані так, щоб захистити пацієнтів від денного освітлення. Будівництво велось між 1910 та 1913 роками. Головний фасад будівлі створює враження симетричного й класичного вирішення: одна центральна частина і дві бокові. Проте внутрішнє планування обумовлене функціональними особливостями, що порушують симетрію додатковими сходами, чи зміщеним коридором. Будівля декорована темно-синіми скляними панелями.

#### Житлові будинки по вулиці Нойштіфтгассе і Деблергассе (1909—1911)
Ці будинки були одними з найсучасніших будівель збудованих у Відні на 1910 рік. Це великі будівлі загальною площею 280 м². Фасад простий, білий, тинькований. Для декорування використані скляні панелі: 10 міліметрові на будинку по вулиці Нойштіфтгассе та сині на Деблергассе. Вікна мають пропорцію 1:2 і акцентують увагу на членуванні фасаду. На фасаді будинку на вулиці Нойштіфтгассе по штукатурці прокреслені тонкі лінії як підкреслюють ритмічність у зовнішньому оформлені.
Отто Вагнер особисто повністю зайняв, апартаменти будинку на вулиці Деблергассе, площею 280 м² і майстерню 220 м² вікна якої виходи у двір. Приміщення в квартирі були оформлені у стилі першокласних столичних квартир, якими Вагнер захоплювався у Парижі. Вітальня була оздоблена червоним деревом, їдальня — американським горіхом. Їх розділяла перегородка з дерева та скла, що дало змогу створити приміщення довжиною майже 18 метрів з 7 вікнами.

#### Міський музей імператора Франца-Йосифа (1912)

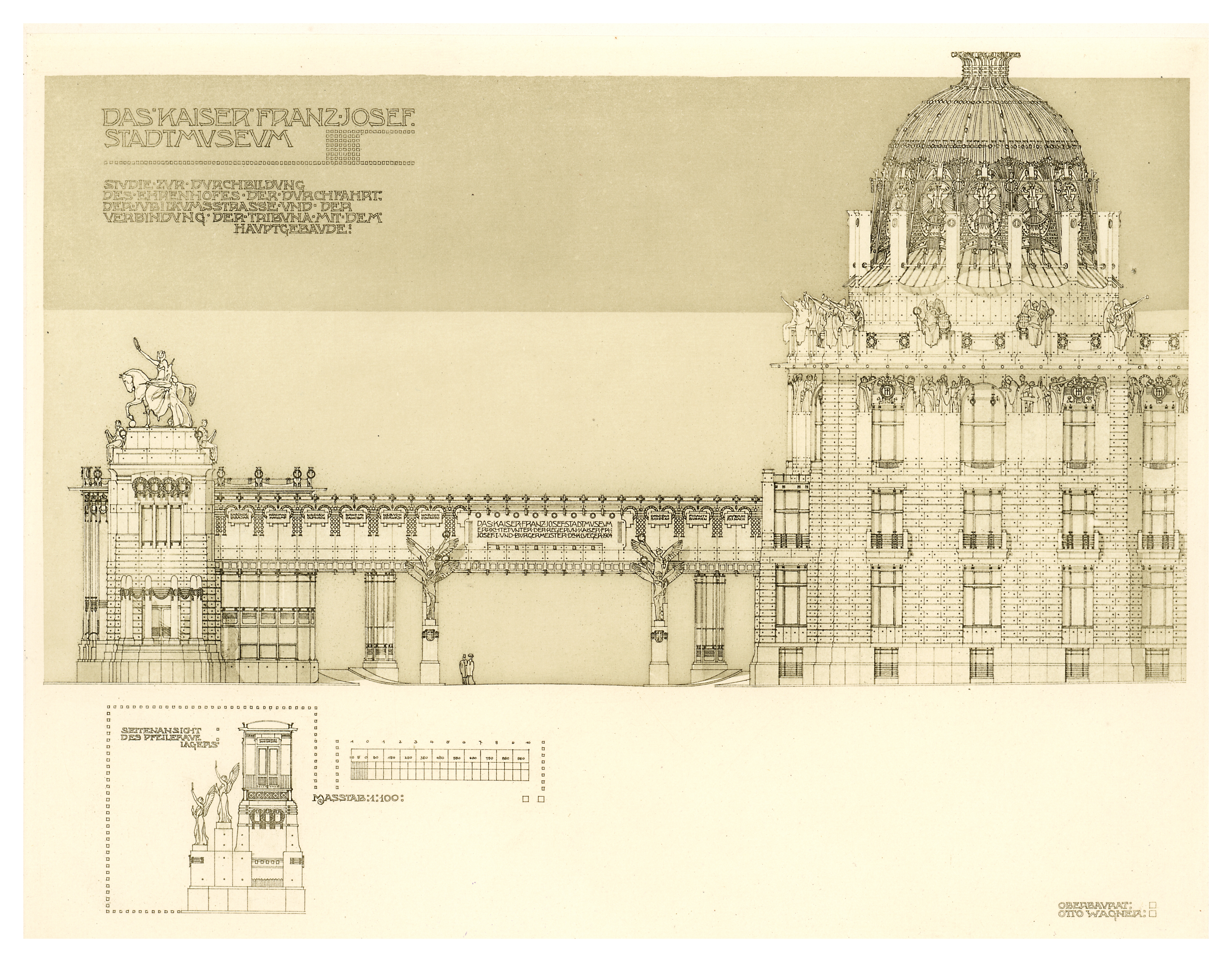
Проєкт «Міський музей імператора Франца Йосифа» (між 1898—1906)

Вагнер займався проєктом міського музею імператора Франца-Йосифа близько десяти років. З моменту участі у першому попередньому конкурсі, а також у більш пристрасному змаганні у 1901—1902 роках та у великому конкурсі у 1912 році. Конкурс був оголошений у липні 1912, а в травні 1913 було опубліковано, що будуть вручені дві премії за перше місце. Одна з них належала Вагнеру, а друга — архітекторам Карлу Гоффману і Еміля Тріанквіллі. Саме цей другий проєкт був і реалізований. Правда будівництво перервала Перша світова війна.
З великої кількості проєктів різних музеїв, проєкт музею імператора Франца-Йосифа був найскладніший і найцікавіший у просторовому вирішенні. Відвідувач зайшовши, мав потрапити до величезного вестибюля заввишки 20 метрів (чотири поверхи), кожен з поверхів мав вестибюльну галерею. У центрі архітектор пропонував розмістити фонтан знаменитого барокового скульптора Рафаеля Доннера.
У своїй доповіді Вагнер звертав увагу на гнучкість і функціональність простору музею, наприклад на легкість установки мобільних додаткових перегородок між вікнами.

#### Друга вілла Вагнера (1912)

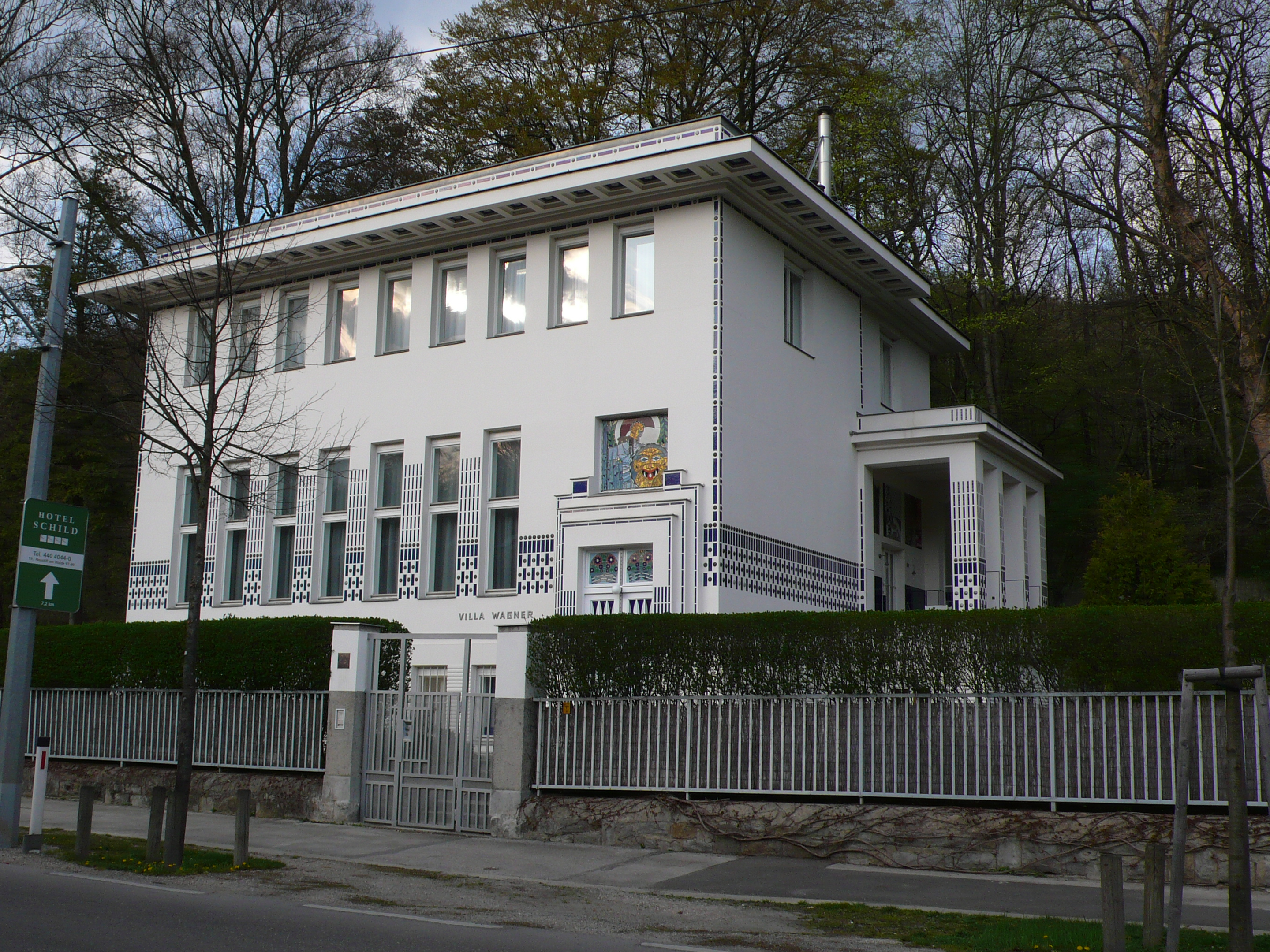
Друга вілла Вагнера

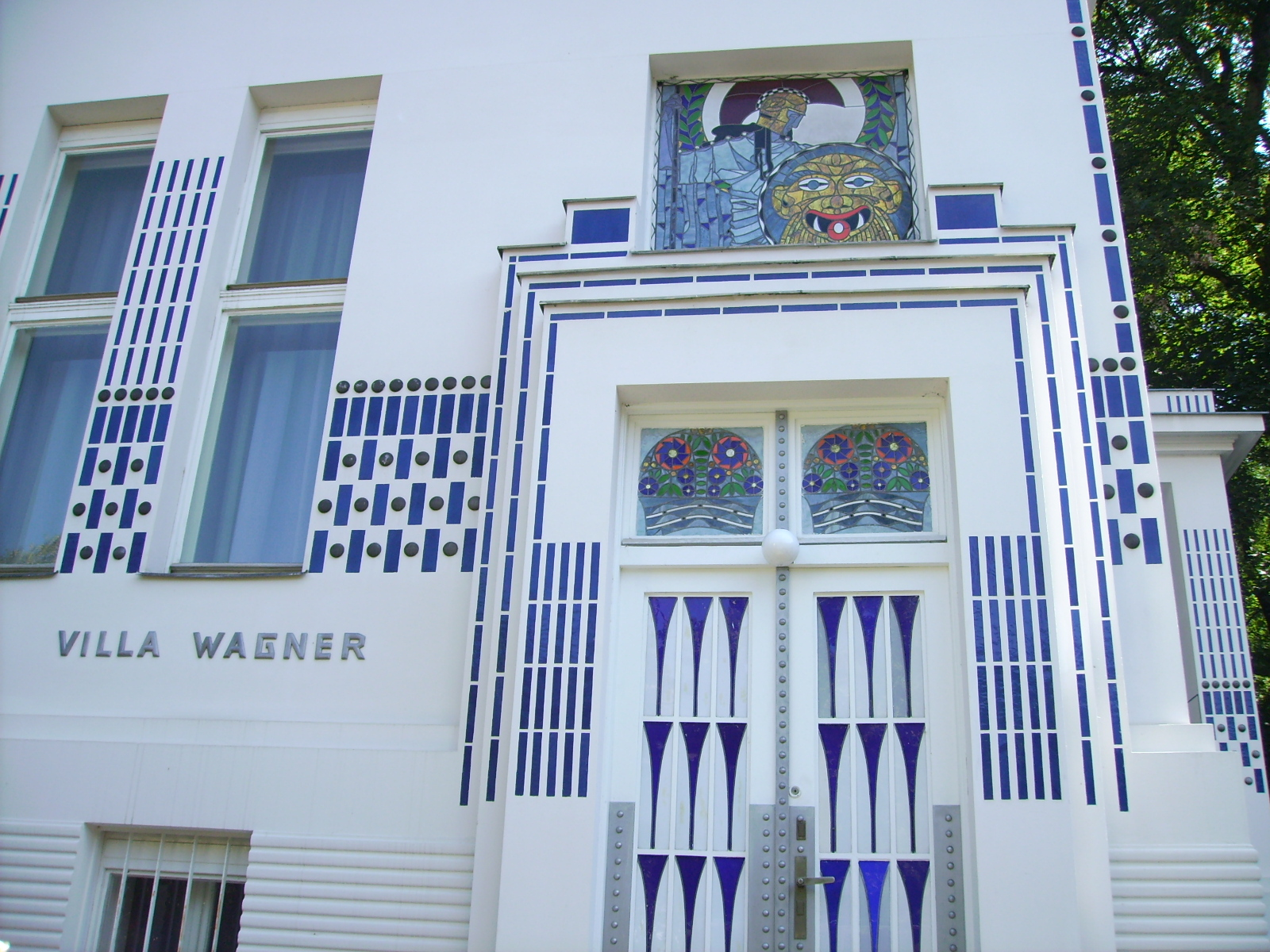
Друга вілла Вагнера. Фрагмент декору на фасаді

Свою другу віллу Вагнер запроєктував уперше в 1905 році, вона мала розташовуватись якраз навпроти першої вілли. 1911 року Вагнер продав першу віллу власнику театру вар'єте Бену Тіберу. Побудована в 1912—1913 роках друга вілла значно менша за розміром, ніж перша і ніж планувалось у проєкту 1905 року. Це було зумовлено, як стверджував сам архітектор, бажанням створити максимально світлі приміщення.
Це проста кубічна споруда. Зовнішні стіни покриті вапняно-цементою штукатуркою, на рівні першого поверху по всьому периметру розташовується декоративна смуга, виконана з маленьких шматочків синього скла. Видовжені вікна ритмічно розташовуються на стінах, які виходять на вулицю та в сад. Кімнати для прислуги розташовуються в цокольному поверсі й мають окремі входи. На другому поверсі розташовується єдина велика кімната «їдальня» (4,3 метра висотою та 54 м²), до неї примикає вестибюль і головні сходи. У вестибюлі меблі з гнутої деревини фірми «Тонет» Тонета Міхаєля, створені за проєктом учня та колеги Вагнера Марселя Каммерера.
Спочатку ця вілла планувалась «для вдови», оскільки Вагнеру на момент будівництва було вже 70 років, а його дружина була молодша на 18 років. Проте вона померла раніше за нього в 1915 році. Через рік після смерті дружини Вагнер продав будинок, бо не хотів жити там, де померла кохана.

#### Готель Відень
Спроєктований у 1913 році готель «Відень» повинен був розташовуватись на Карлсплатце. З плоского даху мав відкриватись чудовий краєвид на місто. Проєкт став відомий завдяки рисунку Вагнера із зображенням покоївки, що порохотягом прибирає готельний номер. У коментарях до проєкту архітектор звертав увагу на використання всіх новинок техніки. Він запроєктував ліфти, номери мали бути оснащені туалетами та ванними кімнатами, мікрофонами для прямого з'єднання з найголовнішими готельними кімнатами. Звичайно ж, були внутрішня пошта, електрична безшумна вентиляція, центральне опалення, ресторан, кафе, квітковий магазин, пункт обміну валюти та театральні каси.
Якби цей проєкт був реалізований, то Вагнер би створив найдосконаліший готель свого часу в усій Центральній Європі.

## Нагороди
- 1898 — Орден Залізної корони ІІІ ступеня.
- 1910 — Хрест Французького Почесного легіона.
- 1907 — Хрест ордена Франца-Йосифа.

## Архітектурні проєкти

### Реалізовані проєкти
- Синагога в Будапешті (1868).
- Генеральний план Будапешта (1868).
- Житловий будинок по вулиці Белларіашртасе, 4 Відень (1869).
- Вілла Куневальдер, Бад-Веслау, Нижня Австрія (1870).
- Житловий будинок по вулиці Віднер-Гаупштрасе, 65 Відень (1875).
- Житловий будинок по вулиці Бауернмаркт, 6 Відень (1875).
- Житловий будинок по вулиці Шенбурггаассе, 2 Відень (1875).
- Житловий будинок по вулиці Шоттенрінг, 23 Відень (1877)
- Реконструкція купалень Діани Відень (1878).
- Павільйон для живої картини декоратора Ханса Макарта присвяченої срібному весіллю імператорського подружжя. Відень (1879).
- Фамільний склеп Вагнерів, Відень (1881).
- Будинок на вулиці Штадієнгассе, 6—8, Відень (1882).
- Офісне приміщення Австрійського кредитного банку, Відень (1882).
- Житловий будинок по вулиці Лубковіцплац, 1, Відень (1884).
- Вілла Хан, Баден поблизу Відня (1885).
- Перша вілла Вагнера, Відень (1886).
- Житловий будинок по вулиці Універзітетсштрассе, 12, Відень (1887).
- Особняк Вагнера по вулиці Реннверг, 3, Відень (1889).
- Жилий будинок по вулиці Ауенбруггергассе, 2, Відень (1889).
- Генеральний план Відня (1892—1893).
- Універмаг Ноймана, Відень (1893).
- Нуссдорфський шлюз, Відень (1894).
- Житлово-діловий центр «Цум Анкер», Відень (1894).
- Віденська міська залізниця (1894—1900).
- Каплиця святого Іоана, Відень (1895).
- Пристань на Дунайському каналі у Відні, частково реалізована (1896—1899).
- Житловий комплекс на Лінке-Вінцайле, Кестлергассе, Відень (1898).
- Телеграфна контора газети «Die Zeit», Відень (1902).
- Церква святого Леопольда в Штейнхофі, Відень (1902—1904).
- Офісна будівля кайзеровського-королівського Почтово-ощадного банка, Відень (1903—1912).
- Будівля для Об'єднаної кайзеровско-королівської гвардії, Відень (1904).
- Будинок для шлюзних воріт Кайзербадського шлюза, Відень (1904—1906).
- Санаторій для хворих вовчанкою, Відень (1908).
- Залізничний вокзал (Чернівці) (1909)
- Житловий будинок по вулиці Нойштіфтгассе, 40, Відень (1909—1910).
- Дача Стамболі на набережній у Феодосії (1909—1914)[5].
- Житловий будинок по вулиці Деблергассе, 4, Відень (1911).
- Друга вілла Вагнера (1912).
- Роботи для церкви, Відень (1916).

### Нереалізовані проєкти
- Лікувальний салон, Відень (1863).
- Будівля Фондової біржі, (1863).
- Собор у Берліні (1867).

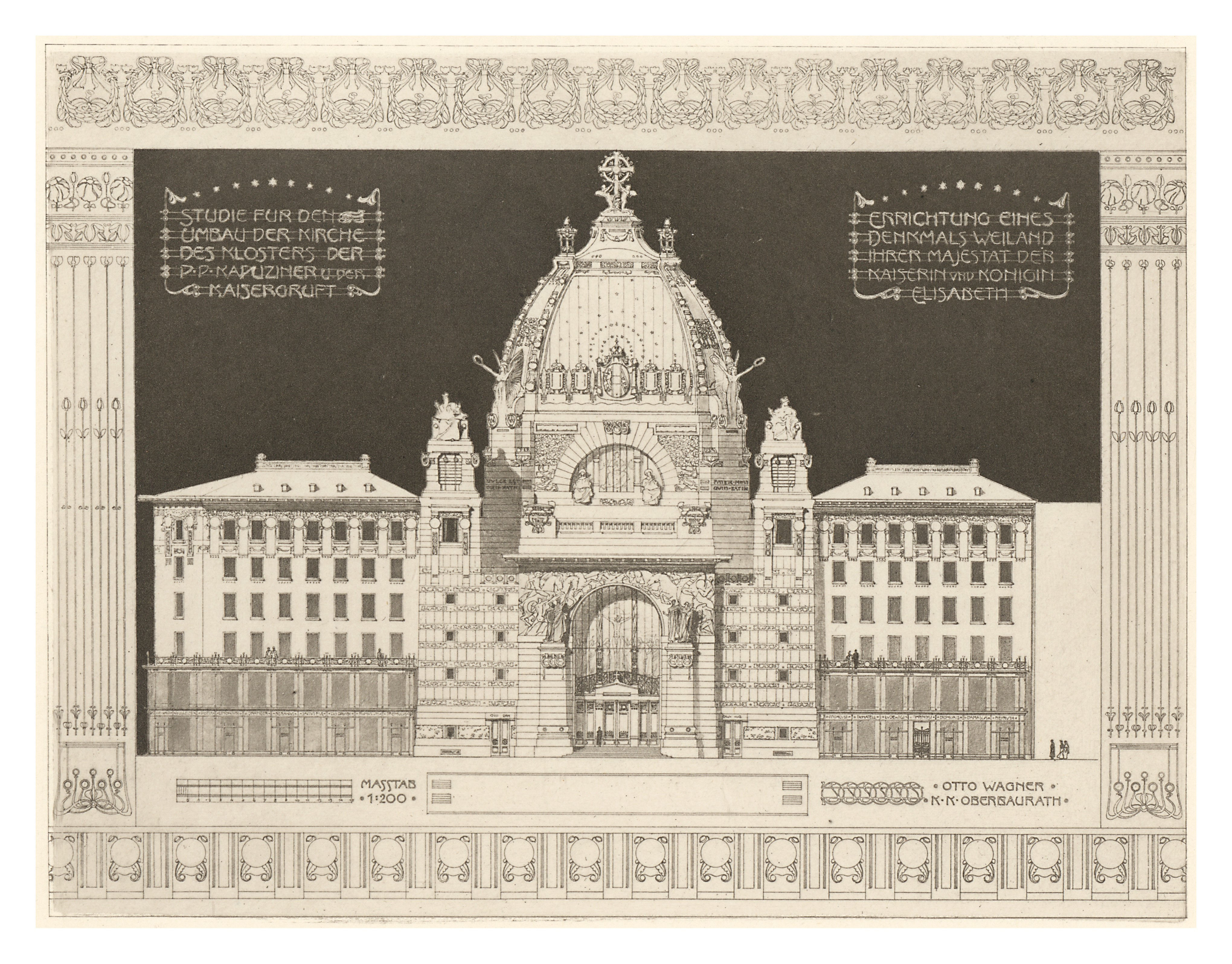
Нова будівля церкви капуцинів та імператорський склеп, Відень (1898)

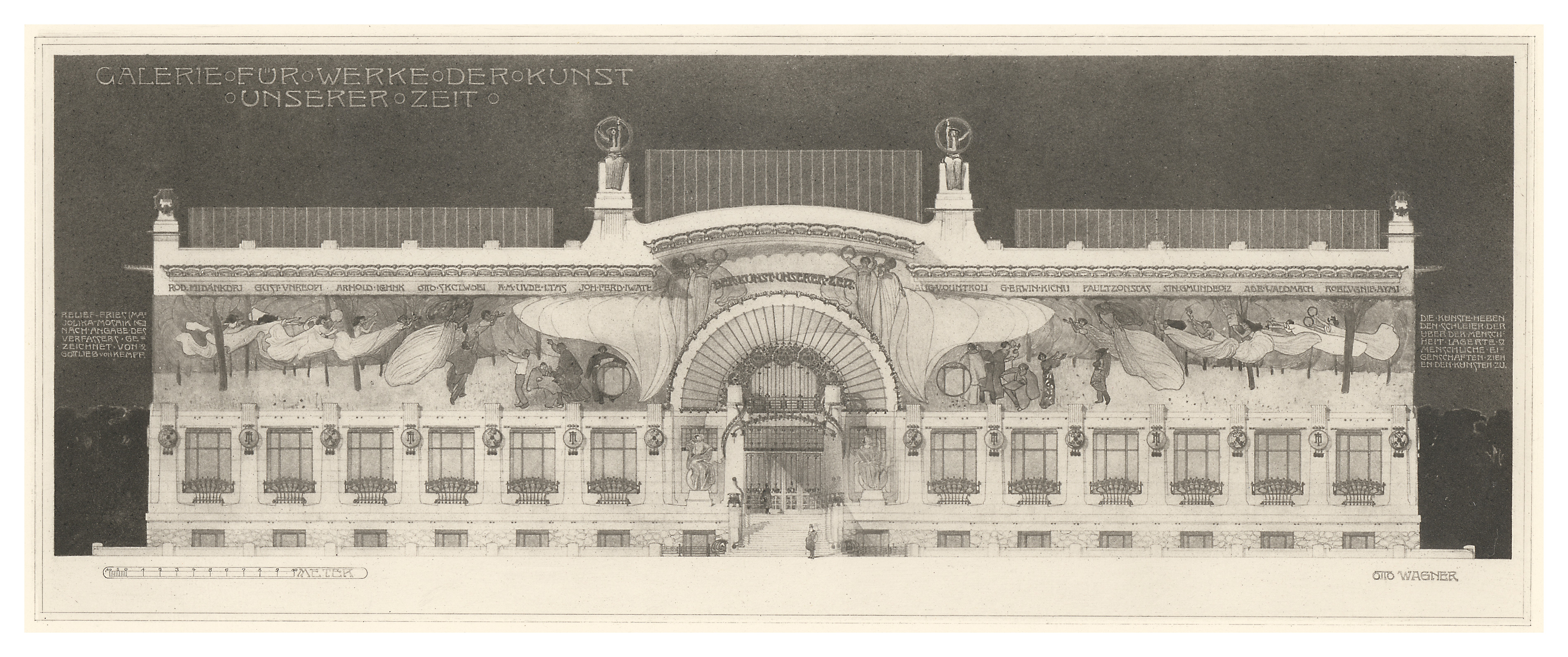
Проєкт «Галереї творів мистецтва нашого часу», Відень. Фронтальний вигляд фасаду. 1900

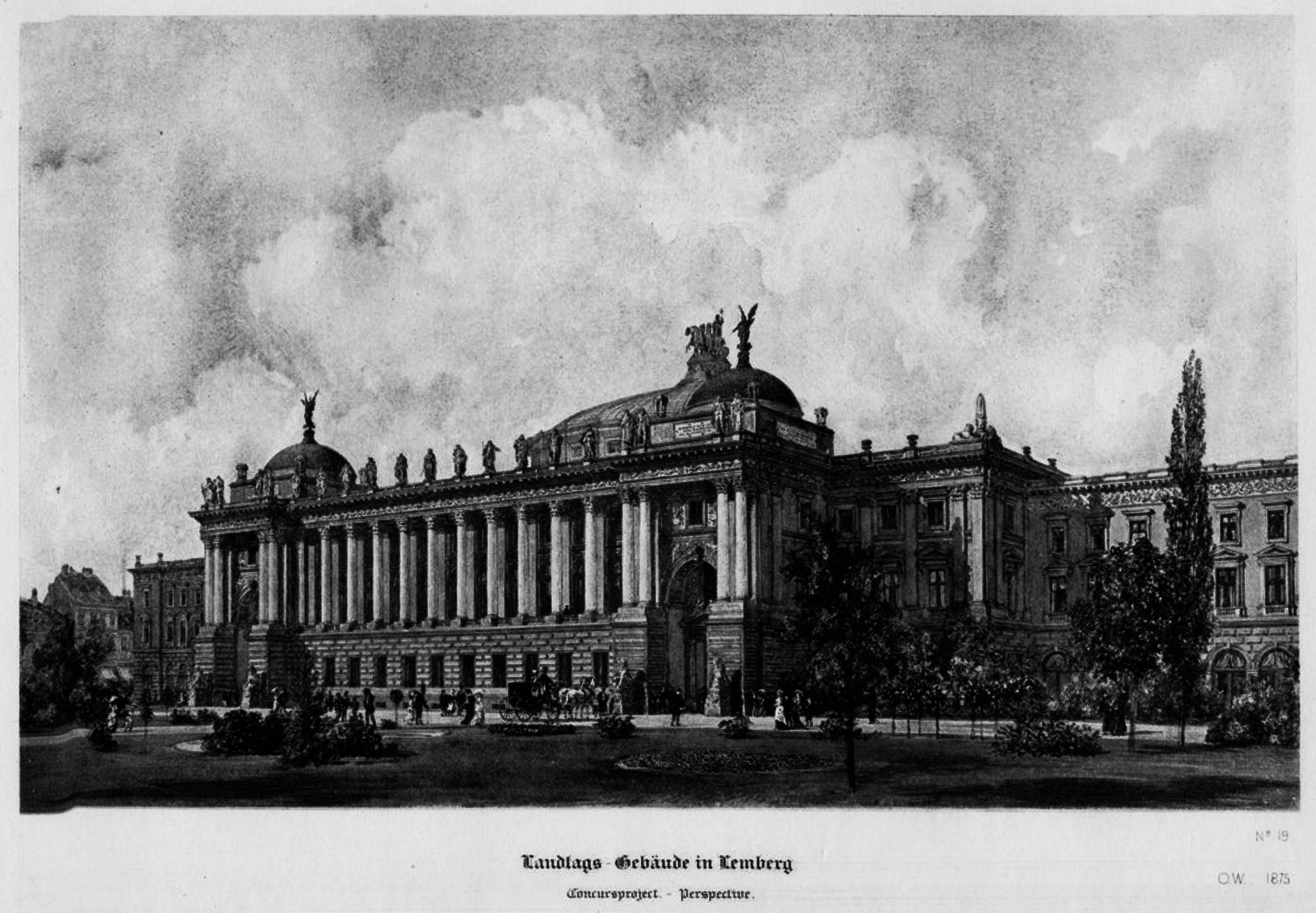
Конкурсний проєкт будівлі Галицького сейму. Львів. (1875)

- Цегляний завод в Лааєрберге (1868).
- Будівля Суду, Відень (1874).
- Галицький Сейм, Львів, Україна (1875).[6]
- Ратуша, Гамбург (1876).
- Католицька церква Саварсін, Румунія (1879).
- Адміністративна будівля розрахункової палати, Відень (1880).
- Проєкт «Artibus» (1880).
- Рейхстаг, Берлін (1882).
- Будинок парламенту, Будапешт (1882).
- Установа по земельним кредитам, Відень (1884).
- Фондова біржа, Амстердам (1884).
- Мисливський будинок, Ніш, Сербія (1885).
- Собор в Берліні (1890—1891).
- Новий план площі Карлсплатц, Відень (1892).
- Католицька церква, Осієк, Хорватія (1893).
- Музей гіпсових зліпків, Відень (1896).
- Академія образотворчих мистецтв, Відень (два варіанти проєкту) (1897—1910).
- Церква на цвинтарі в Верінге, Відень у пояснення до проєкту додана стаття «Сучасне церковне будівництво» (1898).
- Вдосконалення Хофбурга, Відень (1898).
- Нова будівля церкви капуцинів та імператорський склеп, Відень (1898).
- Галерея сучасного мистецтва, Відень (1900).
- Міський музей імператора Франца Йосифа, Відень (чотири варіанти проєкту) (1900—1912).
- Пам'ятник «Культура», частина проєкту міського музею імператора Франца Йосифа (1909)
- Адміністративна споруда Австро-угорського банку, Будапешт (1901).
- Грецький православний собор Патри, Греція (1902).
- Малий театр, Відень (1903).
- Універмаг на площі Карлсплатц, Відень (1903).
- Реконструкція ринку, Відень (1903).
- Віндобонський міст, Відень (1904).
- Фонтан на площі Карлсплатц, Відень (1904—1906).
- Міст Фердинанда, Відень (1905).
- Вілла Вагнера на вулиці Буяттигассе, Відень (1905).
- Палац миру, Гаага (1905).
- Палац віденського товариства, Відень (1906).
- Колонади, Карлсбад (1906).
- Тимчасова церква, Відень (чотири проєкти) (1906—1907).
- Будинок Слави, Вашингтон, округ Колумбія (Сан-Франциско) (1907).
- Будинок адміністрації Імперського військового міністерства, Відень (1907—1908).
- Будинок адміністрації Імперського торгового департаменту, Відень (1907—1908).
- Технологічний музей промисловості та торгівлі, Відень (1909).
- Міст Фердинанда, Відень (1909).
- Готель «Відень» (три варіанти проєкту) (1910—1913).
- Університетська бібліотека (проєкт, два варіанти) (1910—1914).
- Виставковий зал для спілки австрійських художників, Відень (1912—1914).
- Дім мистецтва МСМ-ММ, Відень (1913).
- Будинок лікарні по вивчення рака, Відень (1914).
- Санаторій Пальмшосс, Бріксен, Південний Тіроль (1914).
- Модернізацію лікувального салону, Відень (1914).
- Церква Перемоги, район Марія Елленд біля Фішаменда, Нижня Австрія (1915).
- Жилий будинок Оттохоф, Відень (1916).
- Богодільня святої Магдаліни, Інцердорф біля Відня (1916).
- Церква Миру, Відень (1917).
- Жилий будинок Кюнстлерхоф, Відень (1917—1918).

## Літературні праці
- «Сучасна архітектура» перше видання (1896), друге видання (1898), третє (1902), четверте (1913)
- «Декілька ескізів, проєктів та реалізованих будівель.» Том 1 (1889), Том 2 (1897), Том 3 (1906),
- Питання, що до будівництва готелів (1910).
- «Столиця» (1911).